# BLACK LAGOON
『BLACK LAGOON』（ブラック・ラグーン）は、広江礼威による日本の漫画、またそれを原作としたアニメ作品。

## 概要
タイの架空の犯罪都市ロアナプラを舞台に、荒事も請け負う運び屋と、いわゆる裏社会に属する組織や人物たちが繰り広げるクライムアクション作品。銃や爆弾などが頻繁に登場し、一部のシーンにかなり残酷な描写、一部の人物の言動に表現上の問題、そして社会的な問題描写も見られる。作中年代は登場人物の経歴や台詞から、1990年代後半であることが示唆されている。猥語や俗語が頻繁に飛び交い、銃撃戦での殺戮および格闘戦を盛り込んだ暴力描写の活劇要素、舞台となる島での勢力構図から他愛無い日常で発生するスラップスティック、（主に）アメリカのTVドラマやハリウッド映画作品の引用まで、娯楽要素満載の構成となっている。
物語は主にロアナプラを舞台に展開するが、東京が舞台になったこともある。
『月刊サンデージェネックス』（小学館）2001年4月号に読み切りで最初の1話（#0）が掲載された後、2002年5月号より同誌にて連載が開始された。「The Wired Red Wild Card」編に入ってからは長期休載が多く、これまで約3年の長期休載を2回取っている。単行本も、2009年の第9巻発売までは年1巻以上の刊行ペースだったが、第10巻が2014年、第11巻が2018年、第12巻が2021年の発売となっている。2023年12月時点でシリーズ累計部数は950万部を突破している。
休載中に発行された作者自身による同人作品は、「BLACK LAGOON」という映画の中のストーリーであったというコンセプトで、各キャラクターの撮影中の様子やメイク前の容姿などが描写されている。
2008年と2011年に、小学館のガガガ文庫よりノベライズ作品2作が刊行されている。いずれも虚淵玄によって執筆されたオリジナルストーリーである。
『月刊サンデージェネックス』2019年10月号からイダタツヒコによるスピンオフ漫画『BLACK LAGOON 掃除屋ソーヤー 解体!ゴアゴア娘』も開始。同誌2022年5月号より、やまむらはじめによるスピンオフ『BLACK LAGOON エダ イニシャルステージ』の連載を開始。エダをメインに描いた公式スピンオフ第2弾である。
2021年10月には本作が20周年を迎えたことを記念して、YouTubeのサンデーGXチャンネルにてPVが公開された。

## あらすじ
ごく普通の日本人サラリーマン岡島緑郎は、東南アジアで海賊「ラグーン商会」に遭遇して拉致される。「ホテル・モスクワ」こと元ソ連軍の精鋭部隊から構成されるロシアン・マフィアの女ボスバラライカから依頼され、緑郎の勤める旭日重工の密輸に関わるディスクを奪ったラグーン商会は、チンケな報酬のタシにしようと彼を身代金目的で掠ったはいいが、交渉の手筈もない。それは、銃の腕は超一流で“二丁拳銃”（トゥーハンド）の異名を持つが頭は悪い中国系アメリカ人のレヴィが先走ったためだった。緑郎はマッチョでタフで博識だが変人というラグーン商会の黒人ボスダッチにより、娼婦・ヤク中・傭兵・殺し屋・マフィアが集う背徳の都ロアナプラに案内される。ラグーン商会には、FBIとマフィアに追い回されてレヴィに拾われたインテリ白人ベニーもいた。「ホテル・モスクワ」は旭日重工と”交渉”するが、上司たちは緑郎を簡単に切り捨てると、ディスク奪還に傭兵部隊を送り込む。こうして世界の現実を知った緑郎は、ネクタイを絞めた海賊ロックを名乗る。撃ち合いも争い事も大嫌いだが交渉能力に長けたロックはラグーン商会の一員としてロアナプラの住人となり、育ちも性格も正反対のレヴィとは次第に互いにない部分を補い合う「相棒」に就く。
ロアナプラはさまざまなマフィアの利権が絡んだ厄介な街だった。特に、かつて派手にやり合った間柄である香港三合会タイ支部のボス張とバラライカは、お互いの利益の一致で街に揉め事の種を持ち込ませないために幹部会を開いての協調体制という名の危うい冷戦状態にあり、利害がかち合えば死体の山がすぐできるという次第だった。ロックはロアナプラで生き抜くためのルールを飲み込んでいくが、厄介事は引き寄せられる虫の如くロアナプラに迷い込む。誘拐された南米十三家族のお坊ちゃんガルシア・フェルナンド・ラブレス奪還のために「世界一凶悪な狂犬メイド」ロベルタが乗り込む、ルーマニアから闇社会に売られた孤児でイタリアマフィアに児童ポルノとスナッフフィルム愛好家への商品兼掃除係に使われるうちに頭と心が壊れた双子の殺人マシンヘンゼルとグレーテルが暴れ回る、色ボケ・下世話・強欲かつ実はラングレー（CIA）というシスターエダが「懺悔を聞くかわりに鉛玉をくれる」教会兼武器販売所（麻薬も扱う）の通称暴力教会が絡むなど、ラグーン商会は数々の面倒事に巻き込まれる。
そんな中、ロックはバラライカの“ビジネス”に応じて彼女の通訳として帰国した日本で、純真可憐な女子高校生鷲峰雪緒が組長を務める鷲峰組と「ホテル・モスクワ」の戦争に遭遇し、雪緒から「カタギ」と「スジモノ」の狭間に立っていると指摘される。だが、ロックはすでに「ただの日本人」には戻れないことを自覚しており、それを契機に「悪党」として覚醒し始める。NSAの意向で大恩ある当主ディエゴを暗殺され、それを実行した米軍を敵に回してロアナプラを再訪したロベルタを、ガルシアの依頼で「彼や後輩メイドのファビオラと共に帰国させる」ことを請け負ったロックは、レヴィをも持ち駒として「米軍部隊に死者を出させず、ロベルタを止める」作戦を成功させて張の鼻を明かすが、ガルシアとファビオラには見損なわれる。一方、ベニーは偽札職人にしてハッカー集団の女リーダーかつ色情狂のインド人ジェーンから、熱烈に愛されるようになる。そんなジェニーによって祖国から命を狙われる身となった人民解放軍電網部隊の女兵士李欣林に、ロックはかつての自分を重ね合わせ、不本意ながらも彼女の命の保証を請け合う。

### 各章の内容
Rasta Blasta
ラグーン商会は孤児という名目のとある少年の移送を依頼され、ロアナプラへ向かっていた。しかし、その正体はベネズエラの由緒正しい名家・南米十三家族の一つラブレス家の子息ガルシアであった。ラブレス家は当地のマフィアと対立しており、ガルシアはそのマフィアに誘拐されたのだった。一方、ロアナプラには少年を探す貞淑なメイド姿の女性が現れる。その正体は、ラブレス家のメイド長かつ、かつて「フローレンシアの猟犬」と渾名された凄腕のテロリストであるロベルタであり、ガルシアを助け出すためにその異様な戦闘能力で街に騒乱をもたらす。
Das Wieder Erstehen Des Adlers
ラグーン商会は謎の金払いの良い顧客から、WW2に沈没したドイツ潜水艦の積荷回収を依頼される。潜水艦内に入ったロックとレヴィであったが、性格が正反対の2人のわだかまりは強く、レヴィは不満を隠さない。一方、同じく潜水艦の積荷を狙うネオナチ政党「白人社会主義団結党」のサルベージ船も現れ、品物を狙ってラグーン商会との抗争が始まる。だがいつもと違いレヴィは暴走し始め、敵の非戦闘員すら皆殺しにしていく。
Bloodsport Fairy tale
ホテル・モスクワの関係者が次々と殺される事件が発生し、ついにはバラライカの古参の部下も被害に遭い、彼女の怒りに街は慄き始める。暗殺者の正体はヘンゼルとグレーテルと呼ばれる可憐な男女の双子の子供であり、バラライカを排除したいヴェロッキオの手引きで街に入り込んでいた。暴走を始めた2人はヴェロッキオを殺害し、バラライカの命を狙う。一方でロックは2人を助けたいと願い奔走する。
Goat, Jihad, Rock'N Roll
ロアナプラの三合会はひょんなことからヒズボラの暗号表を手に入れ、その奪還のために彼らから抗争を仕掛けられる。そのため張は暗号表をアメリカ政府に売ることに決め、現物の輸送をラグーン商会に依頼する。一方、ヒズボラは近々ニューヨークで大規模なテロを計画しており、暗号表の漏洩は看過できなかった。ヒズボラの参謀役で、元赤軍テロリストのタケナカは、張やラグーン商会の狙いを看破し、ロックを捕まえる。レヴィはロック奪還のために、逃がし屋のシェンホアとレガーチと共に、ヒズボラの訓練キャンプに潜入する。
Fujiyama Gangsta Paradise
ロックはバラライカの日本での商談の通訳として、久しぶりに故郷に帰ってくる。先頃先代が亡くなった日本の暴力団・鷲峰組は、親である香砂会の不当な圧力に悩まされており、鷲峰組若頭・坂東は、ホテル・モスクワの力を借りて親への抗争を計画していた。しかし、ホテル・モスクワの真の狙いはこれを機会に日本の闇社会に根を張ることであり、バラライカによる香砂会への想像を超えた過剰な攻撃に驚いた坂東は、自分が撒いた種としてバラライカをサシで殺そうとするが返り討ちに遭う。これを受けて先代の娘である鷲峰雪緒は跡目を継ぐ決意をし、ホテル・モスクワと鷲峰組の抗争が始まる。
Greenback Jane
ロアナプラへやってきた紙幣偽造一味のジェーンは、完璧な偽札を求めるあまり、クライアントのマフィア幹部エルヴィスを怒らせ、偽札の原版データを復元できる仲間を殺されてしまい窮地に陥る。暴力教会に逃げ込んだジェーンは、金づるになると考えたエダの思惑によって、最終的に原版と引き換えに身の安全を保障してもらう約束を取り付け、ラグーン商会を紹介される。一方、エルヴィスの部下ラッセルは街の荒くれ者たちを集め、ジェーンの行方を追う。
El Baile de la muerte
街に再びメイド（ロベルタ）が現れたと噂が流れる中、バオの店に小さなメイド ファビオラが現れる。ファビオラを介して再びガルシアと会うことになったロックは、ガルシアの父ディエゴが爆弾テロで殺されたこと、その犯人を追ってロベルタがロアナプラへ向かったこと、そしてガルシアとファビオラはロベルタを連れ帰るためにやってきたことを聞かされる。一方で張はロベルタの標的の正体が、ロアナプラそのものを崩壊させる可能性を憂慮し、行動を起こす。やがてロベルタの標的はアメリカの特殊作戦部隊だと判明し、更にはロベルタの命を狙う古巣のFARCの特殊部隊も現れる。
The Wired Red Wild Card
中国軍士官のシンリンはハッキング技術の会得のため、香港のハッカー、フォンを名乗りロアナプラでジェーンらのグループに近づくが、素性は見抜かれており、ジェーンによりダブルスパイに仕立て上げられてしまう。
中国政府から命を狙われる身となったフォンは生き残るべくラグーン商会を頼り、ロックとレヴィが事態の打開に力を貸す事になる。
L`homme sombre
ロアナプラでは大柄な黒人男性を無差別に殺害する事件が相次いで発生し、連絡会が開かれるほどの問題にまで発展していた。ダッチの身に手が及ぶ事を危惧したロックは、犯人を捜し当て、事を未然に防ぐべく調査に乗り出す。
やがて事件の裏には、フランス政府とかつてアフリカでの政情不安に加担した反フランス組織の対立があったことが明らかになってくる。

## 登場人物

### ラグーン商会
ロック
声 - 浪川大輔
本作の主人公。本名は岡島 緑郎（おかじま ろくろう）。昭和49年8月（アニメ版では昭和45年8月21日）生まれ。東京都出身。
日本の一般家庭に育ちサラリーマンだった優男の青年。後述する最初のエピソードにおいて今までの人生を捨てラグーン商会に入り、異国の非合法な社会に身を投じることを決める。銃器は一切使えず、身体能力も人並みだが、サラリーマン時代（資材部）に得た豊富な知識や語学力を持ち頭の回転は早い。また普段は外見通りに頼りなく、常識人ながらも、土壇場においては肝が据わっており、ダッチやレヴィでもイカれていると評するような作戦や計画を立案する。その初期からダッチ以外にも、バラライカ、ヨランダ、張といった街の有力者たちから一目置かれ、物語の進展と共に悪党としての一面を開花させていく。裏社会の住人となった後も白シャツにネクタイというホワイトカラースタイルを維持し、トレードマークになっている。
父や兄は中央省庁の官僚という家の出身で1年浪人して国立大学を卒業後、日本の一流企業である旭日重工に入社し、資材部東南アジア課に勤務していた。会社では下っ端で上司にいびられ、家族仲も悪く決して順風満帆ではなかった。その仕事で東南アジアにいた折、旭日重工の非合法ビジネスに絡む陰謀に巻き込まれてラグーン商会に誘拐される。旭日重工に見捨てられたこと、ダッチに気に入られたことで、今までの人生を捨て「ロック」としてラグーン商会に加わることを決める。
その出自ゆえにロアナプラの住人達とは相いれない倫理観や道徳観を持ち、特に初期はレヴィと対立する。裏社会のルールを理解し、従いしつつも、自分には何の得もない人助けを行おうとし、ヘンゼルとグレーテルや鷲峰の一件など失敗して、強い挫折感を味わうことも多い。その一方、無自覚のままに自身や他者を危険に晒す賭けのような行為に嬉々とした様子で挑む描写が増えるようになり、「El Baile de la muerte」編では目論見通りに助けることができたラブレス家の面々から恨まれ、特にファビオラからは「この町で一番のくそ野郎」と罵られる。また、「Fujiyama Gangsta Paradise」編ではバラライカから「いい悪党になれる」と評されるなど、気に入られている。
レヴィ
声 - 豊口めぐみ
本作のヒロイン。ラグーン商会の切り込み隊長。本名はレベッカ・リー。ニューヨーク出身の中華系アメリカ人。
黒のタンクトップにホットパンツ姿の美人ガンマン。髪はポニーテール状に束ねていることが多く、首筋から右肘にかけ、トライバル系の刺青を入れているのが特徴。「二挺拳銃（トゥーハンド）」の異名を持つ二丁拳銃の使い手として知られ、軽く跳躍して相手の銃撃を避けるなど基本的な身体能力も高い。作中屈指の戦闘力を持ち、ロアナプラでも有名人で恐れられる。性格は男勝りかつ粗暴で人を殺すことにまったく躊躇がないどころか、むしろ鉄火場で生き生きとする。また金にもがめつい。悲惨な前半生を送ってきたことを暗示し、ロックのような前半生や考え方を殊更に馬鹿にするが、これは後にロックから悲劇のヒロインぶっているだけと論駁される。
得物は「ソード・カトラス」と呼んでいるベレッタM92FS Inox（の海外製コピー品）のカスタムモデル。バレルを6インチに延長し、象牙製のグリップに髑髏と2本のカトラスで構成されたエンブレムを埋め込み、スライドの左には「9mm SWORD CUTLASS」、右にはタイ語の刻印が施されている。
その出自は詳しくは明かされていないが、アメリカ・ニューヨークのチャイニーズ系のスラム街で育ち、当時から相応の犯罪歴や刑務所への入所歴がある。またバイセクシャルで刑務所では主導権を握るために経験は豊富かつテクニックに自信があると言い、ストリップバーの経営者であるローワンからはSもMもこなせるSMプレイの名手とも高く評価される。いつからどのような経緯でロアナプラにやってきたかも不明だが、少なくともベニーよりは早い。
ダッチ
声 - 磯部勉
ラグーン商会のボス。本名不明。
ゴーグルサングラスを外さない筋骨隆々のスキンヘッドの黒人。見た目に反して常に冷静沈着で頭の回転も早く、その言動はウィットに富むなど知的な一面も多々見せる。小さな運び屋のボスながらバラライカを始めとするロアナプラの有力者たちからの評価も高く、彼らと常にタメ口で接する。また気に入った相手に渾名をつける癖があり、ベニー曰く「タフで知的で変人」。仕事ではボスとして以外に基本的に「ブラック・ラグーン号」の操縦を担うが、自らも銃器を扱い、レヴィと連携をとるなど荒事にも長けている。武器としてはS&W M629 6.5インチ」「レミントンM870マリーンマグナム」をよく用いる。
その出自は元米兵でベトナム戦争の従軍者であったと名乗っている。しかし「El Baile de la muerte」編では、現役の米兵にしてベトナム帰還兵であるキャクストンから、その経歴が嘘であると見抜かれており、本当の来歴は不明。バラライカには大きな貸しがあることが仄めかされている。ラグーン商会の設立時期も不明だが、少なくとも最初にレヴィを雇い、その後、本編開始の1年前にベニーを雇ったことが明かされている。
ベニー
声 - 平田広明
ラグーン商会のメカニック、情報収集役。本名不明。ユダヤ系アメリカ人。
いかにもギークといった外見の眼鏡をかけた細身の優男。電子機器に長けたウィザード級のハッカーで機転も利き、また自動車のドライビング技術にも優れ、一味の運転手役を担当している。普段は落ち着いた穏やかな性格だが自分の機器に並々ならぬ愛着を持っており、他人に機器を触らせることは徹底的に拒む。ロックと比較的近い価値観を持つが、ロアナプラで生きていくため不条理なことが身近で起きても干渉せず、静観を貫いている。悪党としての才覚を見せつつあるロックの変化も客観的にみている。
アメリカ出身で大学在学中に「遊び」が過ぎてFBIとマフィアの両方から追われる身となったところをレヴィに助けられ、そのまま商会で働くこととなったという（本編開始の1年前）。また、この時、ロックが加入した時と同様にレヴィは荒れたとダッチは述べている。
「Greenback Jane」編でジェーンに惚れられ、そのまま男女の仲となっている。それまでの女性経験の有無は不明だが、「The Wired Red Wild Card」編では性に積極的な彼女とよく寝ていることが描写される。

### ホテル・モスクワ
世界的なロシアンマフィア。作中では、タイ支部の頭目であるバラライカが指揮を執る。メンバー同士は、互いを軍隊時代の階級を付けて呼び合う。ロアナプラの大マフィアの中では新参だが、三合会、コーサ・ノストラ、マニサレラ・カルテルと連絡会を結成している。
バラライカ
声 - 小山茉美
ホテル・モスクワの大幹部でタイ支部の頭目。旧ソ連軍出身（最終階級は大尉）。本名はソーフィヤ・イリーノスカヤ・パブロヴナ（Софья Ириноская Павловна）。
ポニーテールにまとめたロングウェーブの金髪、ブルーグレイの瞳を持つロシア美女。顔の他、首筋や胸元、腕などにソ連アフガン侵攻時に負った大きな火傷痕がをいくつも持ち、敵対者には「火傷顔（フライフェイス）」と呼ばれている。好戦的かつ冷酷非情なリアリストでロアナプラにおいて非常に恐れられる一人。普段はサバサバとしたキャリアウーマン風の口調だが、激高した際や遊撃隊メンバーとの会話時は、軍人らしい冷徹な口調へと変化する。街ひとつを容易に吹き飛ばせる残忍さを持つが、義理堅く筋を通す一面も持つ。ダッチには大きな貸しがあると言い、また彼からもビジネスパートナーとして信頼される。スチェッキン・マシンピストルを愛用する。また、「バラライカ」は組織のコードネーム。
作中に登場した最初の大マフィアの幹部であり、旭日重工の騒動の黒幕。物語初期からロックに目をかけ、「Fujiyama Gangsta Paradise」編では彼を通訳として雇う。同編では「いい悪党になれる」と評する。
その出自は旧ソ連軍で一個小隊を率いた大尉。アフガン紛争中、国際法違反である極秘の越境作戦中に偶然出くわした難民キャンプの子供を助けたことで、作戦が露見してしまい、部隊ごと軍籍を剥奪された過去を持つ。その後の詳しい経緯は不明だがホテル・モスクワに部下達と共に入り、その暴力性と知略で組織に貢献すると同時にKGBやGRU出身の幹部を数多く謀略にかけて失脚させ、現在の地位まで上り詰めたという。タイ支部は彼女の軍人時代の部下である「遊撃隊（ヴィソトニキ）」を中核とし、その戦闘は軍隊のそれであり、ホテル・モスクワがロアナプラに進出した際の騒動は、マフィア抗争ではなく、文字通りの戦争だったと語られる。アフガニスタンの地獄を生き抜いた者同士として彼女と「遊撃隊」は非常に強い結束で結ばれており、そのメンバーに対してのみ大変な部下思いな様子を見せる。
アニメや小説版では掘り下げられていたり、原作と異なる来歴が語られる。少女時代に父親が失脚し、一家復権のために得意だった競技射撃を生かし、オリンピック射撃種目の選手を目指す。その後、選考に有利になるため軍に志願する。その後、発生したアフガン紛争においてスペツナズの第318後方撹乱旅団・第11支隊（遊撃隊）の一員として現地へ派遣される。本来の目的であったオリンピック（ロサンゼルス）はソ連のボイコットにより叶わず、さらに戦地ではムジャヒディンの捕虜となり、全身の肌を寸刻みで焼き潰すという拷問を1か月も受け、現在の身体となる。傷痍軍人として一度は本国に帰還するも、遊撃隊の仲間を見捨てることができず、大尉に昇進すると再びアフガンの地を踏み、地獄の戦場を生き残る。1989年にソ連の撤兵により帰還するも間もなくソ連崩壊により部隊ごと軍籍を剥奪されたとある。
第7巻のおまけ漫画では金髪ツインテールの可愛らしい幼女として登場する。後にアニメ版では本編に描かれて正史になっており、アートブックス2の著者コメントでもロリバラライカは漫画本編には出てこないのにいつの間にかデフォルトになってしまったと語られている。
ボリス
声 - 楠大典
ホテル・モスクワの構成員でバラライカの副官。「遊撃隊」のメンバーで元の階級は軍曹。
体格が良く厳めしい顔つきの男。常に無表情かつ寡黙であり、バラライカの命令をよく理解し、忠実に実行する。一方で平時は温厚な様子を見せ、ロックなどからはそのことで親しまれている節さえある。
第7巻のおまけ漫画によると、16歳当時は線が細く中性的な美少年であったが「もやしっ子」と罵られたために軍隊で鍛えられ、その面影をまるで残さない現在の容貌になったという。
ポランスキー
声 - 奈良徹
ホテル・モスクワの構成員でタイ支部のNo3。「遊撃隊」のメンバーで元の階級は曹長。
サングラスと口髭が特徴の男。原作では氏名・階級と不明であるが、アニメ版にて明らかにされた。
ルマジュール
フランスの民兵組織SAC（市民行動サービス）に所属する非合法部隊「五本指（レ・サンク・ドワ）」の一人。名前はフランス語で「中指」の意。「L'homme sombre」編の主要人物。後にホテル・モスクワの協力者（非正規構成員）。
黒髪をラビットスタイル・ツインテールに纏めた、顔立ちは良いが目つきが悪い小柄な日系女性。生まれは日本で日本語を話せ、普段も日本のポップスや流行歌を好んで聴く。「L'homme sombre」編の中盤より左眼に眼帯をつける。背中には『白浪五人男』の弁天小僧菊之助の和彫りがある。銃器の腕前に長け、身体能力も高い。「L'homme sombre編」の終わりにホテル・モスクワの協力者になることで身の安全を保証される。ただし、役割は鉄火場における鉄砲玉で、誰よりも危険に身をさらして遊撃隊の損害を減らすことにある。また公式には非正規構成員で、普段の食い扶持は自分で得るように命令されており、フリーランスで動く。
「五本指」時代は支給されたジェリコを武器に用いていたが、フリーランスになってからはレヴィの薦めでプライヤチャットがあつらえたミッチェル・アームズのカスタムモデルを愛銃とする。
「L'homme sombre」編において初登場する。「五本指」の任務として「蠅（ラ・ムッシュ）」と呼ばれる男の殺害のため、仲間とロアナプラを訪問し、連続黒人男性襲撃事件を引き起こす。しかし、前回のナイジェリアでの任務で仲間が殉職したことでチームや作戦、また組織に不信感を抱くようになり、反抗的な態度を隠さないようになる。これを新任のロリキュレールに危険視され、編の中盤で逃げ遅れたところを情報漏洩防止の名目で彼女に頭を撃たれ、切り捨てられる。この銃撃で左眼を負傷して失明はするも一命は取り留めてレヴィらに捕まり、のち、彼女の説得で仲間を裏切ることを決意する。仲間を罠にかけてホテル・モスクワに殺させた後、バラライカよりホテル・モスクワの協力者になることで身の安全を保証される。以降はレヴィを姉御と呼ぶなど、舎弟として振る舞うようになり、彼女からロアナプラで生きるための流儀を教え込まれる。

### 三合会（トライアド）
世界的なチャイニーズマフィア（三合会）。ロアナプラで連絡会を構成する大マフィアの1つ。作中ではタイ支部の大哥である張（チャン）が指揮を執る。
張 維新（チャン・ウァイサン）
声 - 森川智之
三合会タイ支部の大哥。
マフィアのボスとしては飄々とした男。「金義潘（カンイファン）の白紙扇（バックジーシン）」の異名を持ち、非常に頭が切れ冷徹な策士の一面を持つ。また、元警官で香港のスターフェリーポート（天星碼頭）で同僚を皆殺しにしたという経歴を持ち、レヴィをして適わないと言うほど拳銃の扱いや鉄火場での胆力にも長けているが、現在では管理職ゆえに現場に出ることが少なくなり「若い頃より腕が訛った」と嘯く。基本的には大マフィアのボスとして、ロアナプラの闇社会の保全を最優先に動き、他の有力ボスたちを注意や牽制することが多い。常にサングラスをかけているが、やや童顔よりの顔立ちのため、現役時代は「ベイヴ」（赤ん坊の意）という渾名があったが本人は気に入っていない。伊達男でもあるが、唯一ジョークのセンスだけは最悪と評される。
ロアナプラにおいてはバラライカがその能力を認め対等に接する数少ない相手であり、友好的な関係にある。バラライカからは「抜け目ない」と評価されている。かつて彼女がロアナプラに進出して大規模な抗争になった際には彼女と一騎討ちの末に痛み分けに終わったという。
愛銃は競技用拳銃であるベレッタM76のカスタムモデル（象牙のグリップに龍と「天帝」の刻印が施されている）の二丁拳銃で、二挺総じて「天帝双龍（ティンダイションロン）」と呼ぶ。作者には「ギャグだけでなく銃のセンスも最悪なのかも」と言われている。
フルネームは小説『シェイターネ・バーディ』で判明。
彪 如苑（ビウ・ユエン）
声 - 逢坂力
張の腹心。元警察官の張が組織で重用されている事を僅かながら訝しんでいたが「El Baile de la muerte」編で彼の覚悟を目の当たりにし、器を認める。

### コーサ・ノストラ
世界的なイタリア系マフィア（シチリア系マフィア、コーサ・ノストラ）。ロアナプラで連絡会を構成する大マフィアの1つ。作中では当初タイ支部のヴェロッキオが指揮を執り、彼の死亡後にロニーに代わる。
ヴェロッキオ
声 - 銀河万丈
コーサ・ノストラのタイ支部のボス。「Bloodsport Fairy tale」編の登場人物。
ロアナプラにおいてホテル・モスクワ、三合会と並ぶ有力マフィアのボス。勢力を拡大するホテル・モスクワをよく思っておらず、かつ、成果を出せないことに本国からも圧力を掛けられている。
「Bloodsport Fairy tale」編においてバラライカを暗殺するため、ヘンゼルとグレーテルを手配する。しかし、彼らが目的を果たさず暴走を初めたこと、双子でバラライカを排除できないと本国から首を挿げ替えられる可能性が高まっていることで進退窮まっていく。双子を始末するべきというモレッティの妥当な進言にも激怒し、彼を半殺しにするが、直後に双子に事務所を襲撃され惨殺される。
アニメでは「Chase for ring-ding ships」編にも登場している。
ロニー
声 - 柿原徹也
コーサ・ノストラのタイ支部のボス。ヴェロッキオの後任。
歯列矯正器具が特徴の整った顔立ちの若い男。通称「ロニー・ザ・ジョーズ」。他人を不愉快にさせる軽薄な言動が多く、バラライカにもタメ口で突っかかり、臆することなく堂々としている。ストライプスーツを着用していることが多い。攻撃的な姿勢から悪名高く、レヴィからは「ホテル・モスクワより少しだけマシ」と評される。
「The Wired Red Wild Card」編ではコーサ・ノストラ全体のマネーロンダリングを担当していた人物が不審死し、預けた大金が引き出せなくなった問題で困っていたところ、それを知ったロックの紹介で金を引き出せる技術を持つフォンを紹介され、彼女を雇うことを決める。強面な印象が目立つ人物だが、フォンによれば几帳面で話が通じやすい面もあるという。
馮 亦菲（フォン・イッファイ）
コーサ・ノストラのマネーロンダリンク担当係。中国人。本名は李 欣林（リー・シンリン）。元中国人民解放軍士官。「The Wired Red Wild Card」編の主要人物。
メガネをかけた額の広い若い女性。国共内戦を機に役人に成上がった家系の出身で、政略結婚の道具にされかけたことから人民解放軍に入り、情報技術士官となる。しかし後述の「The Wired Red Wild Card」編の経緯から人民解放軍に命を狙われる羽目になる。結果としてロックの手助けでコーサ・ノストラに雇われることとなり、ロアナプラの住人となる。ベニーやジェーンには及ばないが、情報将校としてハッカー技術などに長けている。当初は頼りなさ気な性格であったが、一連の騒動を通して成長し、精神的に逞しくなる。
「The Wired Red Wild Card」編において初登場する。上層部の馬上校に命じられ、網軍（単純に言えばサイバー戦争軍）創設を躍進させる技術を会得するために、名前と経歴を偽ってジェーンらのハッカーグループに近付く。しかし、諜報員であることは彼女らに簡単に見抜かれており、その罠に嵌って逆に組織の組織の情報を盗まれた上、軍に重大な不利益をもたらす問題を引き起こしてしまう。そのため、スケープゴートとしてダブルスパイだったことにされ、人民解放軍に依頼された殺し屋たち（四兄弟）に命を狙われ窮地に陥る。かつての自分を重ねたロックと「El Baile de la muerte」編の顛末を引き摺るロックを見かねていたレヴィに手助けされることとなり、最終的にはコーサ・ノストラの新しいマネーロンダリンク担当係となることで身の安全を保証される。同時に、ジェーンには仕返しを行い、彼女を窮地に追い込む。
続く「L`homme sombre」編でも登場し、順風満帆にロアナプラに馴染んでいる。また、恩返しとしてロックの依頼を受け、かつてブルキナファソで起こったクーデター事件の情報を調べ上げる。

### コロンビア・カルテル
コロンビアを拠点とする世界的なカルテル。ロアナプラで連絡会を構成する大マフィアの1つ。なお、原作では「Rasta Blasta」編に登場するマニサレラ・カルテルとは別系統だが、アニメ版では統一されている。
アブレーゴ
声 - 江川央生
コロンビア・カルテルのタイ支部のボス。
サングラスを掛けたラテン系の男。バラライカを恐れていることを隠しもせず、ロアナプラの大マフィアの中では気弱な様子を見せる。
「El Baile de la muerte」編では本部がFARCと手を組んだことで、本部からの最上級命令としてFARCの賞金首であるロベルタの命を狙う。慎重に動くべきという張の注意にも今回は引けないと答え、バラライカから意外に骨があったと感心される。また、FARCから派遣されてきたアルベルトらを支援することになるが、本部の意向でロベルタが追っている相手が米軍であることは伏せることになり、そのためにアルベルトから不信感を覚えられるなど板挟みに遭う。アルベルトに米軍の存在を知られるのとほぼ同じ頃に、最期は本部の意向を受けたと見られるグスターボに粛清されたことが示唆される。
アニメ版では風貌が異なり、第1期と第2期では原作に登場するマニサレラ・カルテルのリーダーの容姿で登場している。ただし、OVAでは原作通りの容姿で登場している。
グスターボ
声 - 西嶋陽一
アブレーゴの部下。連絡会にも同席を許されている幹部。
組織の中では兄貴分の男。「El Baile de la muerte」編冒頭において、イエローフラッグにて、レヴィからロベルタの情報（「Rasta Blasta」編での一件）を聞こうとする。そこにファビオラが現れ、彼女を捕まえようとするが手酷い返り討ちに遭う。最後には背後から彼女を撃とうとしてレヴィに窘められ、ありったけの捨て台詞を吐いて逃げ出す間抜けな姿を見せる。同編の佳境において、しくじったアブレーゴを射殺したことを示唆するシーンがある。
「 L`homme sombre」編では繰り上がりでボスになっているが、アメリカによる麻薬撲滅作戦の影響に加え、メキシコの勢力が伸張している事もあって組織は弱体化しており、縄張り維持の為に連絡会に参加できないほど多忙である。

### 暴力教会
正式名称はリップオフ教会。建前はキリスト教の教会であるが、情報屋を担ったり、ロアナプラの大マフィアたちから武器の売買を認められる中立の有力組織。
ヨランダ
声 - 竹口安芸子（29歳の頃 - 佐々木優子）
暴力教会の代表。大シスター。
シスターという立場と年相応の穏やかさを見せる老女。一方で右目を失っている隻眼でアイパッチをしており、百戦錬磨の風格も漂わせる。エダを顎で使い、また自らもエングレーブ（彫刻）入りゴールドメタリックのデザートイーグル（.44マグナム）を現役で使用する。紅茶好き。ロアナプラにおいて大マフィアたちから武器売買を認められている暴力教会の元締めであり、裏ではCIAやNSAにもコネクションを持ち、ホテル・モスクワや三合会にも気付かれぬまま麻薬の密売も行う切れ者。
第9話で初登場し、ラグーン商会が注文した品を受け取りに来たレヴィとロックを相手に値を吊り上げようと駆け引きを仕掛ける。そこで自分を上手くやり込めるロックを、まだ甘いところがあると評しながらも一目置き、また彼を採用したダッチも評価する。
第7巻のおまけ漫画で描かれた若い頃は妖艶な美女で、エダによれば第二次世界大戦中に西部戦線で相当暗躍した諜報員であったという。
エダ
声 - 唐沢潤
暴力教会のシスター。アメリカ出身。本名はイディス・ブラックウォーター。
ストレートの長い金髪の美女。修道服姿の時でも銃器を身に着け常にフォックススタイルのサングラスを着用しているのが特徴。シスター姿の時でも言動は粗暴で簡単に銃を撃つなどレヴィと大差がなく、彼女とは悪友のような関係にある。オフの時は普段の言動にマッチしたラフな服装をしており、男漁りを行う。グロック17Lを愛銃とし、拳銃の腕前は高い。
「Greenback Jane」編において実はCIAの潜入工作員で、ロアナプラでの情報収集および工作活動を担っていることが判明する。ヨランダとCIAの協力関係から、表向きヨランダの手下という形になっている。本来の性格は理知的かつ冷徹であり、アメリカの利益を第一に考え、国家の敵に容赦がない。トレードマークのサングラスは「暴力教会のエダ」と「CIAのイディス」を切り替えるスイッチであり、CIA工作員として活動する時はサングラスを外すか、普通の眼鏡を掛ける。
リカルド
声 - 柿原徹也
神父見習い。南米出身。
調子のいい優男。エダを「姐さん」と呼んでは怒られている。エルヴィスが暴力教会に向け発砲した際にM60機関銃で応戦する。

### ロアナプラの住人たち
バオ
声 - 斎藤志郎
ロアナプラの酒場「イエロー・フラッグ」の主人。ベトナム人。
アウトロー達が集い、どの勢力にも属さない中立の酒場「イエロー・フラッグ」の主人。元南ベトナム政府軍兵士で、敗戦後の1978年に仲間と店をオープンしたという。荒くれ者たちが集うがゆえに暴力沙汰が絶えず、オープン以来、半壊が15回、ほぼ全壊が6回あったという。そのため、カウンターを防弾仕様に自分の命は守っている。特に荒っぽくトラブルを持ち込みがちなレヴィには騒動が起きるたびに悪態をつく。
ローワン・"ジャックポット"・ピジョンズ
声 - 相沢正輝
ラチャダストリートにある風俗バーの主人。
アフロヘアーのノリの軽い黒人。常に店の女の子を侍らせている。バーの他、ポルノビデオも扱っており、中にはキッズポルノやスナッフビデオも含まれている。レヴィを「SMプレイ」の名手と見込んでおり、度々バーに勧誘している。
シェンホア
声 - 佐々木優子
フリーランサーの戦闘員。「シェンホア」とは中国語で「鶴」を意味する（中国では「仙鶴」でシェンホアと発音）。台湾本土出身の本省人。
チャイナドレスを着た妙齢の美女。英語は苦手だとし、不自然に敬語が混ざったり語尾が「～ですだよ」といった日本語で表される拙い英語を話す。レヴィには「ですだよ姉ちゃん」とからかわれ、よく衝突している。ただし、北京語を話す時は普通の喋り方で表現される。レヴィのことは「お前を殺す仕事ならタダでも良い」と言うなど嫌っているが、レヴィの相棒的存在のロックは嫌っておらず、外伝ではロックと屋店で食事を取っている。
高い身体能力を持ち、紐付きの柳葉刀や飛刀（中国式投げナイフ）などの刃物を武器とする。常に自分を鍛えるためにどのような場所であってもピンヒールを履いており、それを脱ぐことは「本気で戦う」ことを意味する。
「Goat, Jihad, Rock'N Roll」編から登場し、相棒のレガーチと共に張に雇われてヒズボラの暗号表の輸送任務を請け負う。ヒズボラに攫われたロックを助けたいレヴィに騙されて、共にヒズボラのアジトを襲撃することになり、文句を言いつつも、レヴィと殺した数を競うなど、殺しには喜々とした様子を見せる。
「Greenback Jane」編ではラッセルに雇われた殺し屋の一人として再登場する。ロアナプラのこともラグーン商会のことも知らないラッセルを軽んじ、報酬を引き上げさせる。商会の事務所でレヴィ、エダと戦うも破れ、後にロットンに助けられる。
「El Baile de la muerte」編ではレヴィに雇われる形で騒動に参戦する。廃ビル内ではロベルタと交戦するも、柳葉刀を折られ退けられる。後に米兵らと行動するガルシアを奪還しようとレヴィと襲撃を試みるも、ホテル・モスクワの狙撃を受けて負傷し、戦線離脱する。
小説版でも度々登場し、不本意ながらもレヴィらに助力している。
ソーヤー
声 - 矢口アサミ
ロアナプラの「掃除屋（死体処理屋）」。殺し屋（賞金稼ぎ）。イギリス出身。本名はフレデリカ・ソーヤー。
小柄でゴスパンク系の外見に、ダウナー的な女性。声帯が潰れているために電動人工声帯を使って発声する。死体処理を行う掃除屋のソーヤーとしてロアナプラではよく知られた存在ではあるが、掃除屋の仕事中は手術衣とマスクを着用し、また地声が出せないために女性とすら認識されていなかった。殺し屋（賞金稼ぎ）としては、普段の仕事道具でもある身の丈ほどもある大型チェーンソーを軽々と振り回し、尚且つ機敏に動くなど身体能力は高い。基本的に感情の起伏がなく、しかし死体の解体や殺しには喜々とした様子を見せるが、電動人工声帯を無くすとパニックや鬱状態になる。
「Greenback Jane」編において、ラッセルに雇われた殺し屋の一人として登場する。シェンホアと連携し、ラグーン商会のアジトで暴れるが、電動人工声帯を落としたことに気づいてパニックを起こし、そのままアジトの崩壊に巻き込まれる。シェンホアと共にロットンに救われ、以降、そのまま彼と一緒にシェンホアの家に居候する。
以降のエピソードや小説版でも度々登場し、臓器売買や特殊清掃も業務の一環としている描写がある。特殊清掃の仕事の時には仕事仲間と共に作業に当たっており、人工声帯を持ってくることは無く、「The Wired Red Wild Card」編では偶然仕事の現場にいたロックの背中に文字を書いて彼に自分の意図するところを話させる事で、周りにいたベニーやジェーン、フォンらとコミュニケーションを取っていた。
スピンオフ作品「掃除屋ソーヤー 解体!ゴアゴア娘」では主人公を務め、幻覚や妄想に度々苛まれている。
モデルは映画『悪魔のいけにえ』でチェーンソーを振り回す殺人鬼レザーフェイス。
ロットン・“ザ・ウィザード”
声 - 杉田智和
フリーランサーの戦闘員。
銀髪とサングラスが特徴の美丈夫で、黒いロングコートを着用し、常に大仰な台詞回しを好む2枚目風の優男。ナルシシストで何かと格好をつけるが、名乗りの最中に撃たれて退場するなど、まともに戦えない。酒場でも格好をつけるが下戸。このためシェンホアには「可哀相な子」「少し気の毒な子」と称され、三枚目としての印象が強い。
武器は二挺のモーゼル M712。ただし、その長い名乗りの間に撃たれるなどして、撃つ前に退場してしまう。ただ、フラックジャケットを着込むなど守りには余念がなく、鉄火場のただ中にいても無傷で生還する。
「Greenback Jane」編においてラッセルに雇われた新参の殺し屋として初登場する。上記の通りの間抜けぶりでほぼ何もできず退場するが、その際に重傷を負ったシェンホアやソーヤーを助けており、以降ソーヤーと共にシェンホアの部屋に居候する。仕事がない時には一日中テレビゲームをしている。
「El Baile de la muerte」編ではシェンホアらに帯同する形でレヴィに雇われる。
小説版「罪深き魔術師の哀歌」では主人公を務め、全く意図せずしてCIAの意向に沿う形で事態が進んでいくよう動く。物語終盤では、嵐に見舞われる中シャドーファルコンと鉄骨の上で互角の一騎打ちを行い、卓越した身体能力を見せる。
ワトサップ
声 - 塚田正昭
タイ警察ロアナプラ署の署長。
賄賂で大抵のことには目をつぶる悪徳警官。上層部へ報告しないことで、例えばタイ軍などのロアナプラ域外からの政府・武力介入を防ぎ、ロアナプラの特異な政治状況を保っている。「Bloodsport Fairy tale」編では賞金首を仕留めれば自分たち警察にも懸賞金は出るんだろとバラライカに確認し、彼女を辟易とさせる。
「The Wired Red Wild Card」編では家族サービスで旅行中であっために警察署襲撃の現場には居合わせずに済む。

### ラブレス家
ベネズエラに居を構える由緒正しい大貴族である南米十三家族の一つ。ただし、現在は没落しており、家事使用人もまともに雇えない状態にある。「Rasta Blasta」編の登場人物。所有地からレアアースが発掘されたことで「El Baile de la muerte」編までにかなり復興しつつある。
ガルシア・フェルナンド・ラブレス
声 - 伊倉一恵
南米十三家族の一つラブレス家の嫡男（後に第12代当主）。
まだ年端もいかないながら聡明で高潔な少年。「Rasta Blasta」編においてカルテルに誘拐され、「運搬品」として一時的にラグーン商会に預けられ、ロックらと出会うことになる。人質の身でも誇り高く振る舞う。「El Baile de la muerte」編では父の死亡によって第12代当主になっている。父を除いて唯一の家族で、自分の面倒を見てくれたロベルタを強く慕っており、彼女の来歴を知ってもこれを受け入れる。最終的には彼女と恋人関係になる。
「Rasta Blasta」編で登場し、当初はマニサレラ・カルテルから孤児の人身売買としてラグーン商会にガルシアの輸送依頼される。ところがロックが資材部時代の知識からラブレス家のことを知っていたことや、気にかけたことで物語が進展していく。自分を助けに来たロベルタの来歴を知り強いショックを受けるものの、最後は受け入れる決意をし、共にベネズエラに帰る。
「El Baile de la muerte」編で再登場し、行方不明となったロベルタを探してラグーン商会を頼る。残忍な彼女の殺戮を目の当たりにすると共に、父を殺したキャクストンとも対峙することになるが、最終的には彼女と共にベネズエラに帰るという決意の下で、死を賭す覚悟で彼女を受け入れ、キャクストンらも許す。結果としてロックの策が成功した形になったものの、自分たちを試すようなやり方をした彼に激しい怒りを見せる。
ロベルタ
声 - 富沢美智恵
ラブレス家のメイド（後にメイド長、婦長）。本名はロザリタ・チスネロス。
ベネズエラ出身の白肌のヒスパニック系で、アイスブルーの瞳と黒い長髪が特徴の美人。常にメイド服、ロザリオの首飾り、丸い伊達眼鏡、後ろ髪は左右に分けた三つ編みのおさげをしており、チンピラ相手にも丁寧な口調を使う。没落したラブレス家で唯一の使用人であり、ガルシア曰く料理も洗濯もできないが、自分の面倒をよく見てくれるという。その正体は後述のようにかつて「フローレンシアの猟犬」と渾名されたコロンビア革命軍（FARC）の凄腕テロリスト。足を洗った後、父の親友であったラブレス家に匿われたことで、ラブレス家父子に強い忠誠心を持つ。
元は革命の理念の下、平和な明日を夢見てFARCへ参加したゲリラ兵・テロリスト。「第二のカルロス・ザ・ジャッカル」と評されるほど適正を示して数々のテロ事件を起こし、大儀のために女子供も平然と殺したという。ところが、FARCが麻薬カルテルと協力関係を結んだことに失望し脱営、現在は国際指名手配のみならず、FARCや麻薬カルテルからもその首に賞金が掛けられているお尋ね者となっていた。
メイド姿とは反する戦闘技術の達人であり、身体能力、銃器の扱い、軍事知識と、作中屈指の実力者。強靭な肉体と二つ名である「猟犬」さながらの高い索敵能力と戦闘能力とを兼備しており、重量が13kg近いバレットM82対物ライフルにアンダーバレルタイプのCAW リボルバーランチャー似のグレネードランチャーを装着したものを片腕で楽々と扱う。
「Rasta Blasta」編においてカルテルに誘拐されたガルシアを追ってロアナプラへとやってくる。メイド姿のままで奇妙に思われると同時に軽んじられるが、服の中に仕込んだ手榴弾などで大暴れし、後に街では「メイド」が禁句になるほどとなる。ラグーン商会がガルシアを預かっていたがために、彼らを襲撃し、レヴィと1対1の戦いになるが、最後はバラライカの調停とガルシア自らの嘆願によって矛を収める。
「El Baile de la muerte」編で再登場し、恩人であるディエゴを暗殺した謎の組織（キャクストン率いるアメリカの特殊部隊）の行方を追って密かにロアナプラに潜入していた。復讐の化身と化して冷静さを失っており、かつて自分が起こした殺人の後悔の象徴である「亡霊」に窘められながらもその完遂に邁進する。そして同じく情報を掴んだFARCの襲撃も受ける中で彼らを返り討ちにし、キャクストンたちに迫っていく。黄金の三角地帯でキャクストンの部下の何名かは殺害するも、最終的にはロックの策によってガルシアの体を張った説得を受け、正気を取り戻し、殺戮と報復、死と復讐の円環を超克する。また、ガルシアと恋人関係となる。
ファビオラ・イグレシアス
声 - 雪野五月
ラブレス家雑役女中（メイド）。「El Baile de la muerte」編の主要人物。
深緑で描写される豊かで長い髪の毛が特徴の小柄な少女。「El Baile de la muerte」編開始までに新たにラブレス家に雇われたメイドの一人で貧民街の出身。ロベルタを婦長様と呼び慕い、彼女から銃器の手解きも受けている。貧民街の出ゆえに本性は荒っぽいところがあるが、メイドとしてはロベルタと同様に常にメイド服（スカートの下はスパッツ）で丁寧な口調と使用人としての立場を心掛けている。一方でプールに心を躍らせるなど年相応に子供っぽいところもある。ガルシアに好意を抱いているが、それ以上に彼とロベルタの関係を応援している。
カラカス郊外にある貧民街の出身で、11人家族の貧しい家庭環境のため給金と修学の機会を求めメイドとして雇用された。小柄だがもともとの身体能力は高く、我流のカポエイラを操り、大の大人相手でも引けを取らない。また、ロベルタの手解きによって2丁のMAG-7とポンプアクション式の超大型グレネードランチャー US EX-41の重火器を扱う。
「El Baile de la muerte」編において消えたロベルタの行方を追ってガルシアと共にロアナプラへとやってくる。かつて同街で暴れたロベルタに擬えて小さなメイドと呼ばれ、また彼女と同じくイエローフラッグを半壊させる。ガルシアとの縁からラグーン商会ひいてはロックを頼ることとなり、アメリカ特殊部隊やFARCの思惑が複雑に絡む一連の騒動に巻き込まれることになる。最終的にロックの策によってロベルタは助かるが、その手段や彼の在り方に激昂し、「この町で一番のくそ野郎」とその偽善や欺瞞を指摘して罵る。
ディエゴ・ホセ・サン・フェルナンド・ラブレス
声 - 大林隆介
南米十三家族の一つであるベネズエラのラブレス家第11代当主。ガルシアの実父。
不正を嫌う実直な紳士。しかし清廉であるがゆえに農場以外に事業を起こさず、そのため十三家族の中で没落が激しく「Rasta Blasta」編時点では使用人を一名（ロベルタ）しか雇えないほどだった。しかし、地所からレアアースが見つかり、「El Baile de la muerte」編までにはかなり持ち直したことが示唆されている。「El Baile de la muerte」編の開始直前に暗殺され、本編には直接登場せず、基本的に誰かの回想といった形で登場する。ロベルタの父の親友であり、FARCから脱営してきた彼女を匿う。
「Rasta Blasta」編ではレアアースの利権を巡って地元マフィアのマニサレラ・カルテルに目を付けられる。彼らの要求を拒絶していたことから息子ガルシアを誘拐されてしまう
「El Baile de la muerte」編では開始時点では既に故人。第五共和国運動を支持していたが（作中ではロベルタを身の安全を保障するためと推測されている）、その結成記念式典において爆弾テロに遭い暗殺される。真犯人がアメリカの特殊秘密工作員であるキャクストンの部隊であったため、「El Baile de la muerte」編における一連の騒動が起こる。

### ストーリー毎のキャラクター

#### Black Lagoon
景山（かげやま）
声 - 中田譲治
旭日重工株式会社資材部部長。
ビジネスマンとして怜悧冷徹な人物。会社が密かに行っていた非合法ビジネスのデータが奪われた一件（ロックが誘拐された一件）に対して、会社上層部から対応を全権委任される。解決のためにロックを切り捨てることを決め、傭兵派遣会社E.O.社にデータの破壊を依頼する。
E.O.社が失敗に終わるも次善の策として黒幕であるバラライカと既に通じており、彼らに貸しを作ることで問題自体は解決する。ロックを連れ立って日本に帰ろうとするが、拒絶され、その意思を尊重する。
藤原（ふじわら）
声 - 諸角憲一
旭日重工株式会社資材部課長。ロックの元上司。
腰の低い中間管理職といったサラリーマン。よくロックを飲みに連れまわし、普段の仕事でも尻を蹴り上げていたという。
E.O.社傭兵部隊大尉（氏名不詳）
声 - 田中正彦
傭兵派遣会社「エクストラ・オーダー」（E.O.）社の大尉。名前不明。
殺し合いをゲームのように楽しむ男。景山の依頼を受けてラグーン商会のメンバーや、誘拐されたロックの殺害も厭わない奪われたデータの破棄を担う。イエローフラッグでは無関係の客も構わず銃を乱射して殺戮し、その後も重武装の戦闘ヘリ（Mi-24）でラグーン号を追いかけまわす。圧倒的有利であるがゆえにいたぶるようにラグーン号を追い詰めるが、その油断によってロックのアイデアにより魚雷をヘリのコックピットに叩き込まれ、爆死する。

#### Chase for ring-ding ships
陳（チン）
声 - 十日市秀悦
ロアナプラの古参マフィアの一人。
古くからラグーン商会と付き合いのある悪党。商会に依頼した仕事で不義理を働いたことがあり、ダッチからは信用されていない。バラライカの参入によって商売が上手くいっていないと言い、彼女と友好関係を築くダッチにも不満を示す。ダッチに彼女との手切れを迫り、断られると別の仕事を依頼してくるが、実はこれはバラライカへの嫌がらせの一環としてルアクを唆し、ラグーン商会を亡きものにしようとした罠であった。
計画が失敗し逃亡を企てるも、計画にあたってあちこちに情報を巻き散らしていたため、既にバラライカに知られており、捕まる。最期は彼女からダッチへの詫びとして爆殺される。
ルアク
声 - 内田直哉
ロアナプラの運び屋、海賊船団の長。
海上治安の向上により本業が芳しくない男。陳に唆されて河川哨戒艇の船団を率い、ラグーン号に攻撃を仕掛ける。もともとラグーン商会とは商売敵として諍いがあったことが示唆される。レヴィにより仲間もろとも殲滅される。

#### Rasta Blasta
ガルシア・フェルナンド・ラブレス
→#ラブレス家
ロベルタ
→#ラブレス家
マニサレラ・カルテルのリーダー
ベネズエラを拠点とするマニサレラ・カルテルのロアナプラでのリーダー。名前不明。
本国から依頼されたガルシアの身柄について、孤児の人身売買と嘘をついてラグーン商会に任せた男。ガルシアの行方を追ってやってきたロベルタの存在を知り、部下を率いて彼女がいるイエローフラッグに乗り込むが、部下は皆殺しにされ、自身も手榴弾により爆死する。もともとホテル・モスクワにマニサレラ・カルテル自体が目をつけられており、最後は騒動の混乱を利用されてベネズエラの本拠地も壊滅する。
アニメ版では、アブレーゴが役割を担っており未登場。

#### Das Wieder Erstehen Des Adlers
ラッチマン
声 - 仲木隆司
アメリカのネオナチ政党「白人社会主義団結党」の長。
中年の小男。アルフレードから多額の援助と世界反共連盟への紹介を報酬に、ニコバル諸島付近で撃沈されたVIIC型攻撃潜水艦U-234の艦内に眠る「ブリュンヒルデに導かれし十二人の騎士」なる絵画のサルベージを依頼され、目的を同じくするラグーン商会との抗争に至る。実態はアルフレードに良いように利用されているだけだが自覚がなく、資金も設備も提供したのに失敗した無能さを彼から小馬鹿にされる。最期はレヴィから自決用に拳銃を渡されるも、最後の抵抗を試みてこれをダッチに向けるが空砲であり、絶望の中で射殺される。自決か反撃かは、レヴィとダッチの賭けでもあったが、潔く自決するわけがないとし、2人とも反撃と予想していた。
ブリッツ・スタンフォード
声 - 西嶋陽一
白人社会主義団結党の行動隊長。
非常に大柄な体格の男。自己顕示欲が強く、前口上が長い。ルガーP08をカスタムした「鉄血帝国（アイゼルン・ライヒ）ルガー・スペシャル」を愛銃とする。
編の後半で船内に突入してきたレヴィと対峙するが、聞かれてもいないのに愛銃のスペックを詳細に語り始め、悦に入っているところを射殺される。
作者によれば双子に次いで殺すのが惜しかったという。
クルッペン・フェラー
声 - 成田剣
白人社会主義団結党のサルベージ隊長。
スキンヘッドの大男。ラッチマンの命令を受け、部下を率いて沈没したU-234へ侵入する。ところが既に侵入していたレヴィと銃撃戦となり、部下数名を失うが、ロックのミスによって目的である絵画の取得には成功し、母船に帰還する。その後、船内に乗り込んできたレヴィに射殺される。
アルフレード
声 - 松岡文雄
資産家。元ナチス親衛隊で、オデッサ（ODESSA）創設メンバーの一人。
物腰は穏やかだが、本性は辛辣な老人。アーリア人至上主義者ではあるが、「黒人であるのが惜しい」と言いつつダッチの知力や能力を率直に認める一方、白人であるラッチマンを痛罵する。
「Das Wieder Erstehen Des Adlers」編の黒幕であり、「通過儀礼と保険を兼ねた、愉快で最良の方法」としてラッチマンとラグーン商会双方に同じ依頼を行い、沈没艦からの絵画の取得と共に彼らの衝突を図る。最終的に絵画の正体や自分の狙いに気づいたダッチを高く称賛する。
ラグーン商会にはナチスの美術品収集をしているマドリードの古物商を名乗り、経費別5万ドルで仕事を依頼していた。
ヴェンツェル・H・アーべ
声 - 牛山茂
第二次世界大戦中のドイツ海軍少佐。故人。U-234の艦長。
戦争末期、日本海軍の将校を連れてバタビアに向かう途中、アメリカ海軍の攻撃を受け、沈没する。酸素が少なくなる中、部下たちと大人しく死を覚悟していたが、逆上したシュピールベルガーに射殺される。
シュピールベルガー
声 - 黒田崇矢
第二次世界大戦中のナチス・ドイツの親衛隊中佐。故人。
戦争末期、ナチスの敗北を見越して秘密資産の暗号が書かれた絵画「ブリュンヒルデに導かれし十二人の騎士」を極東に運ぶ密命を受け、バタビアに向かうU-234に乗艦していた。沈没に際して死を覚悟するよう説明に来たアーべ艦長を射殺し、最期は彼を慕うその部下たちによって射殺される。

#### Bloodsport Fairy tale
ヘンゼルとグレーテル
声 - 南央美（ヘンゼル）、金田朋子（グレーテル）
男女の双子の子供の殺し屋。ルーマニア出身。
揃って喪服のような黒い服を着用したプラチナブロンドの髪を持つ可愛いらしい男女の幼い双子。互いのことはそれぞれ「兄様」「姉様」と呼ぶ（作中では日本語で表現されるが、実際の言葉はルーマニア語）。後述の凄惨な過去から常軌を逸しており、性格は残忍。殺しを楽しんでおり、その場にいただけの無関係の人間を皆殺しにするのも厭わず、「遊ぶ」ためにまだ生きている人間をアジトへ連れ帰り、頭部に釘を打ち込んでその反応を楽しむなどする。また、定期的に髪型（ウィッグ）や服装を交換することで相手に成り代わっており、互いを同一視することで、片方が死んでも片方で生きられるという思想を持つ。ヘンゼルが2本の戦斧、グレーテルがブローニングM1918自動小銃（BAR）を得物に用いる。
ルーマニアの生まれで、いわゆる「チャウシェスクの落とし子（ルーマニアの孤児）」。チャウシェスク時代には国立孤児院で暮らしていたが、その後の政変の影響で、多くの子供達と共に施設から闇社会に売られる。当初はチャイルドポルノに出演させられていたが、後にスナッフフィルムの加害者側として出演させられ、完全に狂ってしまうと共に殺人行為に適性を示す。殺しただけ生きられる不死身の存在という思想は当時殺しをすれば主を喜ばせ、生き永らえることができた経験による。その外見ゆえに相手の油断を誘い、アフガン帰還兵で警戒心が強いバラライカの古参部下をも無傷で殺す。
「Bloodsport Fairy tale」編においてヴェロッキオの手配によりバラライカ暗殺のためロアナプラへとやってくる。ところがヴェロッキオの意向を無視して、直接彼女の命は狙わないホテル・モスクワのショバ荒らしや、三合会の構成員殺害など暴走し（結果として無差別殺人が煙幕になってヴェロッキオが黒幕だとバレず、殺戮を続ける）、最終的にはヴェロッキオすら殺してしまう。「遊撃隊」のメニショフとサハロフを殺したことでバラライカを本気にさせ、彼女の罠に飛び込んだヘンゼルは無残に殺される。ヘンゼルの死と前後してグレーテルはラグーン商会に依頼して逃亡を図るが、既にバラライカの手が伸びており、最期は安心したところを逃がし屋のエルロイによって射殺される。
作者によれば最も殺すことを惜しんだキャラクターだという。巻末のおまけ漫画には、本編退場後もよく登場する。
アニメ版ではヘンゼルとグレーテルがウィッグでそれぞれ入れ替わる際に、声優の南と金田も入れ替わる演出が行われた。
メニショフ
声 - 三宅健太
ホテル・モスクワの構成員。「遊撃隊」のメンバーで元の階級は伍長。「Rasta Blasta」にも登場している。
警戒のため、サハロフとツーマンセルで行動していたが、集金で訪れたバーで、双子の待ち伏せに遭う。咄嗟に店の外に飛び出したものの、BARで足を銃撃されて歩行困難になったところを拉致される。その後、双子に布袋を頭に被されたまま釘を打ち込まれるという凄惨な「遊び」の道具にされ、死亡する。
サハロフ
声 - 西嶋陽一
ホテル・モスクワの構成員。「遊撃隊」のメンバーで元の階級は上等兵。
警戒のため、メニショフとツーマンセルで行動していたが、集金で訪れたバーで、双子の待ち伏せに遭い、ヘンゼルの斧で斬殺される。間に合わなかったが直前で相手の正体に気づき、双子からは勘が鋭いと評される。
ヴェロッキオ
→#コーサ・ノストラ
モレッティ
声 - 中村悠一
ヴェロッキオ・ファミリーの構成員。
ヴェロッキオから双子の世話を任されていた青年。メニショフを使った凄惨な「遊び」を受けて、もはや耐えられなくなり、ヴェロッキオに双子の始末を進言するが、拒絶され、逆に半殺しの憂き目に遭う。直後に双子が事務所を襲撃するが、生死は不明。

#### Goat, Jihad, Rock'N Roll
タケナカ
声 - 佐々木勝彦
元赤軍派のテロリスト。ヒズボラの参謀役。本名は竹中 正洋（たけなか まさひろ）。東京都足立区出身。
1960年代の学生運動から新左翼に傾倒して赤軍派に属してテロ行為を行い、現在も「人民総決起、世界同時革命」を目指しているという中年男性。赤軍の退潮と共に国外へ逃亡し、日本国内では指名手配犯。飄々としているがかなりの切れ者であり、マルクス主義者として神を信じていないことを公言しながらも、イブラハから強く信頼され、イスラム系テロリスト集団の参謀役に収まっている。目的や主義主張に盲目的にならず、大局的かつ客観的な視点を持ちながら、現在もなおマルクス主義を信奉するのは、かつての自分を否定することになるからだと自嘲する。
「Goat, Jihad, Rock'N Roll」編のきっかけとなるヒズボラの暗号表を奪還するため、張の狙いを的確に推測し、本命であるラグーン商会を襲う。ロックの誘拐に成功し、同郷の彼と互いの在り方について会話するも相容れず、説得を諦める。最後はロックを奪還された上に計画の失敗を受け入れられず、損害を拡大させようとするイブラハを自らの手で始末する。また、自らの在り方を「公共の敵」と強く意識する。
イブラハ
声 - 山口健
ヒズボラ（アニメ版ではイスラム過激派）の実行部隊のリーダー。
かなり短気で気性が激しい人物。近々アメリカで行う予定の大規模テロに注力しており、そのため暗号表の奪還に躍起になる。1987年のイスラエル軍によるベイルート赤十字キャンプ襲撃で息子を殺され、イスラエルおよび、それを擁護するアメリカに強い恨みがある。タケナカのことは「神を信じていなくとも親友」と述べ、信頼を置く。
編の終盤においてロックを奪還したレヴィ達を追うが、米軍の駐屯地まで部下に無謀な追撃をさせようとしたためタケナカに射殺される。
シェンホア
→#ロアナプラの住人たち
レガーチ
声 - 大森章督
逃がし屋。シェンホアの相棒。アイルランド系。
自他共に認める重度の薬物中毒者の男で、仕事の最中でも休憩中にはドラッグをやっている。稼業では運転を担当するが、どんなにラリっていても不思議とミスらない（ただし、端から見ていると相当に危なっかしい）。愛車のジープ・チェロキーのシートを汚されることを非常に嫌っており、警告の時だけは正気に返る。
「Greenback Jane」編時点では、シェンホアによればヤク中の症状が悪化して精神科医の下で暮らしている。

#### Fujiyama Gangsta Paradise
鷲峰 雪緒（わしみね ゆきお）
声 - 桑島法子
関東和平会傘下「鷲峰組」前組長・鷲峰龍三の一人娘。後に組長。
ハイデッガーなどの哲学関係の書籍を好む知的で落ち着いた女子高生。家業については知っているが、銀次や坂東の意向で荒事からは遠ざけられていた。坂東の策が失敗し、ホテル・モスクワとの抗争が始まるとサルトルの「人はサイコロと同じで、自らを人生へと投げ込む」を引用して一家を守るために組長の座に就くことを決意する。ただし、この決意についてロックはサイコロを投げた振りをしている、頭が良すぎるゆえの欺瞞と指摘している。
チャカの裏切りなど事態が混迷する中でレヴィと銀次に助けられる。また、ロックがバラライカに働きかけ、元凶の香砂政巳が死亡した上、すべてを捨てて逃げれば雪緒と銀次は助けるという確約を取り付ける。しかし、極道として仁義を通し筋を立てなければならないとし、バラライカへの報復を止めるつもりはないと答え、最期は銀次とレヴィの決闘を見届けた後、散った銀次の刀で自らの喉を突いて自決する。
松崎 銀次（まつざき ぎんじ）
声 - 梁田清之
鷲峰組の若頭代行。
かつて「人斬り銀次」と呼ばれ、近在の極道者を震え上がらせた任侠の偉丈夫。先代組長に多大な恩義を受けたとし、一番に雪緒の身を案じている。先代死後の坂東の経営方針（シャブや女を売る）に反発して現在はテキ屋に徹し、坂東の直の頼みを受けても荒事には一切関わらない。「人斬り」の異名通り、得物は白鞘の日本刀（長ドス）で、銃器を持った複数人相手でも単身で乗り込み皆殺しにできる。特に作中では自分を狙った拳銃の銃弾を斬り落とす芸当も見せ、レヴィにも強い興味を惹かせる。
坂東の死を経て雪緒が組長になることを決意すると彼女の暴力として再び刀を手に取ることを決める。ホテル・モスクワの拠点を襲いラプチェフの殺害などを行うが、すべてバラライカの手のひらであり、彼女やその直属部下を襲うには至らない。やがて発生したチャカの裏切りにはレヴィと共闘し、チャカを惨殺し、雪緒を助け出す。編の終盤、雪緒の意志に殉じてレヴィとの決闘に至り、彼女と互角の戦いをするも、雪緒と生きたいという心の迷いによって生じた僅かな差で敗死する。
坂東 次男（ばんどう つぎお）
声 - 西村知道
鷲峰組の若頭。
先代亡き後の実質的な鷲峰組の長。先代の時点で既に経済基盤が弱く組の存続が危うかったところ、先代への義理を果たすためには組の看板を守ることが先決として、先代が禁じたシャブや女といった外道商売に手を出させる。ところが、そこまでして上納金を納めるようになっても、鷲峰組を乗っ取ろうとする親の香砂会に対して反抗を決意し、外部勢力（ホテル・モスクワ）を引き込んでの親への抗争を仕掛ける。本来は香砂会を弱めた後、手打ち金を積んで関東和平会に組の存立を認めさせる狙いであったが、想像以上であったバラライカの過剰なやり口によって、むしろ関東和平会から追い出される目算が強まってしまう。最期は落とし前を付けるため、単身でバラライカの身を襲うが返り討ちに遭い死亡。以降、事態は鷲峰組とホテル・モスクワの抗争に転換する。
吉田（よしだ）
声 - 三宅健太
鷲峰組の構成員。坂東の舎弟。
義理人情に厚い男。坂東の死後、組長となった雪緒の下で、銀次と共に組の舵取りを任される。しかし、間もなくチャカの裏切りに遭い、彼に射殺される。
チャカ
声 - 高木渉
鷲峰組の構成員。
ホスト風の派手な格好の見た目通りに軽薄な青年。鷲峰組傘下の風俗バーの経営を任されており、日常会話程度の英語を話せる。また、自らと同様に軽薄なチーマーや暴走族といった不良たちを数多く手下にしている。早撃ちを得意とするガンマンでもあり、レヴィに興味を持つが彼女からは西部劇を気取ったスタイルから、「見栄っ張りの大馬鹿」などと馬鹿にされる。また、彼女へのナンパを邪魔されたという理由で、相手方の部下（通訳）であるロックに暴力を振るい、命令無視の兵隊とバラライカに呆れ返られる。
編の後半で鷲峰組とホテル・モスクワの抗争が始まると、組をあっさりと裏切り、手下を率いて吉田を殺害した上で抗争後の身の立場を守るため雪緒を誘拐する。しかし、アジトのボウリング場をレヴィと銀次に襲撃され、手下は皆殺しにされる。レヴィにガンマンらしい決闘を申し込むが馬鹿にされて侮辱を受け、最期は銀次と決闘することになるも、全く歯が立たずに彼に両腕を切断されてプールに突き落とされ、そのまま溺死させられる。
鷲峰 龍三（わしみね りゅうぞう）
「鷲峰組」組長。故人。雪緒の実父。
「Fujiyama Gangsta Paradise」編の3年前に亡くなっている。任侠の人格者であったことが示唆され、銀次や坂東から今も慕われる。ヤクや女（風俗）の生業を「外道」と呼び禁じており、結果、上納金もあまり納められない有様であったが、親の香砂会の先代と兄弟杯を交わしており、組の存続が許されていた。
香砂 政巳（こうさ まさみ）
声 - 田中正彦
関東和平会香砂会会長。鷲峰組の上位団体。
「Fujiyama Gangsta Paradise」編における騒動の元凶。5年前に先代であった兄の跡目を継ぐ。もともと兄や鷲峰龍三と仲が悪く、3年前の龍三の死をきっかけに鷲峰組を乗っ取ろうとする。坂東が組を立て直しても、親として先代の血縁者以外が跡目になることを認めない方針を立て、自分の身内に継がせようと企てていた。これに坂東が反抗したことが一連の騒動となる。
鷲峰組と組んだホテル・モスクワの襲撃に苦しめられるが、鷲峰組とホテル・モスクワの抗争を利用して状況を逆転させ、逆にホテル・モスクワと手を組む。しかし、その手打ち式においてロックに説得され「気が変わった」バラライカに射殺される。
両角（もろずみ）
声 - 中田雅之
香砂会構成員。香砂政巳のボディーガード。
香砂と行動を共にする大柄な男。終盤の手打ち式においてバラライカから銃を見せるよう迫られ、手渡したところを丸腰の状態で香砂と共に射殺される。その場ではケチを付けるために酷い銃だと貶められるが、実際にはかなり良いものだったと後で振り返られる。
ヴァシリ・ラプチェフ
声 - 小島敏彦
ホテル・モスクワの日本支部の頭目。KGB出身。
バラライカ曰く「腕より金で昇った人」で、彼女から軽蔑される男。ホテル・モスクワの方針として鷲峰組と香砂会の抗争に加担することで日本での権益を広げることになるが、荒事に長けておらず、バラライカが参集されることになる。謀略で同僚たちを失脚させ昇進していく彼女を良く思っておらず公然と侮蔑し、一方で彼女の方もKGB嫌いという点もあって侮蔑する。鷲峰組との抗争が始まるとバラライカの策謀によって銀次の襲撃を受け、部下と共に惨殺される。
真希（まき）
声 - 河原木志穂
雪緒を慕う高校での後輩。雪緒が鷲峰組を継ぎ、高校を去る際に何が起こったか分からず、ただ泣き崩れる。

#### Greenback Jane
ジェーン
声 - 長沢美樹
「Greenback Jane」編の主要人物。インド系。本名はジャネット・バーイー。
金髪と褐色肌が特徴の美人だが、性格は自己中心的で空気が読めない。上から目線でのマニアックな言動が目立ち、レヴィからは激しく毛嫌いされる（ベニーとは馬が合う）。一流のハッカーであると同時に、偽札製造に魅入られており、偽札による利益ではなく、偽札の製造自体に拘る職人気質な一面を持つ。また、性に奔放で、後にベニーと恋人関係になる。
「Greenback Jane」編においてエルヴィスから偽札製造を請け負い、ロアナプラのある建物で指揮を取っていた。既に完璧に近い精度を持ちながらも凝り性で引き渡しを拒み、期日も予算も大幅に超過する中で業を煮やしたエルヴィスに原版データを管理していたテオを殺されてしまう。彼女では復元できず、このままでは自分も殺されてしまうことから軟禁部屋より脱出し、同編における一連の騒動が起こることになる。最終的には逃がし屋を請け負ったラグーン商会の船内でベニーに原版を復元してもらい、その際に彼をキュートと評して口づけをし、男女の仲となる。
「The Wired Red Wild Card」編で再登場し、ハッカーの仕事で中国人民軍のシンリンを出し抜き、同編の騒動を起こす。ただし、ジェーン自身は同編では基本的にベニーとベッタリとしてSEX漬けの毎日を送り、レヴィから「色情狂」と評される。同編の最後でフォンの意趣返しにより不審な資金の流れに関与した疑惑を掛けられ、身の安全のために身を隠す必要に迫られロアナプラを去る。
テオ
ジェーンの仕事仲間。
偽札原版のデータを管理している青年。高度な暗号化を施しており、基本的には彼しか原版データを復元できない状態になっていた。しかし、そうとは知らないエルヴィスによって、ジェーンへの見せしめとして殺害されてしまう。
エルヴィス
声 - 辻親八
フロリダに本拠地を置くジェローラモ・ファミリア傘下のヌエヴォ・ラレド・カルテルの幹部。
短気で思慮に欠けた男。ジェーンに偽札製造を依頼した人物であり、偽札原版を引き渡さない彼女に業を煮やし、アメリカからロアナプラのアジトへ部下を率いてやってくる。同郷の縁から現地マフィアのロボスを案内役に雇っているが、彼や現地の者たちを軽んじる。
同編の序盤から登場し、完璧にこだわって成果を上げないジェーンに痺れを切らし、彼女を脅す目的でテオを射殺する（しかし、このせいで原版の復元ができなくなってしまう）。このため、彼女が逃亡する原因となり、さらにはロボスの忠告を無視して彼女が逃げ込んだ暴力教会に銃を向けてしまい、居合わせたレヴィとエダの怒りを買って負傷する。その後、病床からその怒りのままにラッセルにジェーンの捕獲を命じる。
最期はラッセルの失敗と前後して、これ以上はロアナプラに混乱をもたらすと判断したロボスによって始末されたことがエダの口から語られる。アニメ版ではもう少し詳しく描かれ三合会やホテル・モスクワとの利害関係を無視して本国から兵隊を呼ぼうとしたためにロボスに始末された事を示唆する描写がある。
ロボス
声 - 鈴木清信
ロアナプラの地元マフィアの幹部。
マフィア幹部と言うには貫目の足りない中年男性。エルヴィスたちと同郷の縁から、彼らから現地の案内役を頼まれるも、気弱な風貌や言動のためにエルヴィスやラッセルに軽んじられ、彼らに振り回されることになる。
実際にはロアナプラの流儀を熟知した手練れのマフィアであり、同地の殺し屋たちからは一目置かれ、ダッチとの付合いも長い。同編の最後ではエルヴィスを自らの手で始末したことが示唆される。
ラッセル
声 - てらそままさき
エルヴィスの部下。
ウェスタン風（カーボーイ風）の中年男性。自称「グルーヴィ・ガイ」。カルテルのトラブルバスターを自負するが、上司のエルヴィスに負けず劣らず短慮な性格でロアナプラのことも何も知らない。このため、集めた殺し屋たちから軽視され、逆に自分が軽視するロボスが高く評される事態に憤る様子を見せる。
エルヴィスの負傷後、彼の代理としてジェーンの捕獲作戦を指揮する。1人頭千ドルでロアナプラの殺し屋たちをかき集めるが何も知らないため、ラグーン商会や暴力教会を軽視するなど、呆れかえられる。同編の終盤でエダと一対一の勝負となり敗北、トドメは刺されず彼女からここから去るように忠告される。ところが、かつて彼女をワシントンD.C.の高級レストランで見掛けたことを思い出し、そこから彼女の正体がCIAの工作員だと気づく。このため、彼女から口封じのために射殺される。
クロード・“トーチ”・ウィーバー
声 - 西嶋陽一
ラッセルによって集められた殺し屋の1人。
小太りでメガネをかけた優しそうな中年の白人男性。宗教上の理由で酒も飲まない。“トーチ”の異名通り火炎放射器を武器に用いる。最近ロアナプラにやってきた殺し屋であり、実は快楽殺人鬼で妻を自ら焼き殺したという。同編終盤のボートの戦いにも参加し、レヴィを喜々として焼き殺そうとする。しかし、ダッチの操船で船上から振り落とされたところを彼女に撃たれ、火炎放射器の燃料タンクを貫通した弾丸が燃料に引火、空中で爆死する。
"ミソッ歯"ジョニー
声 - 柿原徹也
ラッセルによって集められた殺し屋の1人。
通称通りみそっ歯で頭の悪そうなチンピラの青年。同編終盤のボートの戦いにも参加し、レヴィを討ち取ろうとするが、投げつけられた鉄器が頭に直撃して海へ落ち退場する（生死不明）。
「Bloodsport Fairy tale」編で名前だけ登場しており、双子の正体を知らず、暴力教会に象撃ち用ライフルを注文して仲間内で呆れられていた。

#### El Baile de la muerte
ディエゴ・ホセ・サン・フェルナンド・ラブレス
→#ラブレス家
ファビオラ・イグレシアス
→#ラブレス家
シェーン・J・キャクストン
声 - 小川真司
アメリカ陸軍少佐。NSA（国防総省国家安全保障局）指揮下の不正規戦特殊部隊「第56施設任務大隊（通称"グレイフォックス・コマンドグループ"）」の隊長。
清廉実直で優秀な軍人。アメリカの国益のためにNSAの指揮の下、世界各地で要人暗殺や誘拐といった特殊工作作戦に従事する。ベトナム帰還兵であり、経験豊富で部下達からの信頼も厚い。第五共和国運動がアメリカの国益に反すると判断した政府の命令で、現地勢力の仕業に見せかけて爆弾テロを起こしたことが結果として、「El Baile de la muerte」編における一連の騒動を引き起こすことになる。
世界的な麻薬密造地帯である黄金の三角地帯において麻薬密造の有力者であるシュエ・ヤン将軍を捕縛する密命を帯びて、部隊と共にロアナプラに潜伏していた。ところが、先の任務でラブレスを暗殺していたがために、ロベルタに部隊ごと命を狙われることになる。加えてロアナプラ潜入の目的が不明であることから張からも警戒される。最終的にはロアナプラを巻き込まれたくない張やバラライカの意向で彼らの支援を受けて速やかに任務を行うこととなり、彼らが手配したラグーン商会の助力を得ることになる。
最後ロベルタの襲撃で部下に死者が出る中、自ら投降することで部下は見逃して貰おうとする。しかし、復讐心を超克しようとしたガルシアに命を救われ、彼の心意気を尊重して、部下に対してもロベルタへの攻撃の停止を命じる。また、これを無視しようとした腹心のレイをやむなく射殺する。
なお、ラグーン号で黄金の三角地帯に向かう際のダッチとの会話で、ベトナム帰還兵という彼の来歴が嘘だと見抜き、それをベニーに伝える。
レイモンド・マクドゥガル / レイ
声 - 福田信昭
第56施設任務大隊の副隊長。大尉。キャクストンの腹心。
キャクストンに強い敬慕を抱く軍人。キャクストンと同じベトナム帰還兵であるベテランであり、彼との関係もその時からである。ベトナム戦争時代からスプリングフィールドM14を愛用しており、現在はスコープを追加している。
ベトナム戦争時代にラーキンの一件において自らも周囲に流されて少女暴行に加担しかけていたところを、仲間を叱責し一人で少女を守ったキャクストンに敬意を抱く。
「El Baile de la muerte」編の最終盤において仲間が殺されたにも関わらず、ロベルタへの報復を禁じたキャクストンに反発し、彼女を撃とうとしたところで逆に彼に射殺される。
OVA版では反発する展開にはならず、射殺されない。
ラーキン
声 - 川原慶久
キャクストンのベトナム戦争時代の同僚。故人。
自分の欲望に忠実な男で、キャクストンから「戦争を言い訳にして悪事を楽しみ、合衆国の名誉に泥を塗る小悪党」と酷評される。タン・ヌ地区にて南ベトナム解放民族戦線のシンパがいたという理由を付けて見境なく住民を虐殺した上、一人残した少女を仲間と共に輪姦しようとした。それをキャクストンに止められ、最期は彼に射殺される。
ラーキン殺害のエピソードはそれによって英雄視されるキャクストンと、軍隊除籍の憂き目にあったバラライカの対比となっている。
アルベルト・カマラサ
声 - 小杉十郎太
特殊部隊「スマサス旅団」のリーダー。キューバ海軍特殊作戦班（FEN）所属。
ロベルタ抹殺のためにFARCからロアナプラへと派遣された一団の長。かつてFARC時代のロベルタに教練しており、彼女の戦術や癖を熟知していることから、切り札として選抜された。現地ではアブレーゴが案内役となるものの、彼らがロベルタの目的を隠していることに嫌悪感を抱く。
ロアナプラ市街において部隊を的確に動かし、ロベルタを確実に追い詰めていく。最終的に1対1となり、彼女を拘束するが、実は彼女の才能を惜しんでそのまま殺すことを良しとせず、FARCの意向を無視して連れ戻そうと考えていた。しかし、投降する振りをした彼女にバックルピストルで不意打ちされ負傷、満足に動けなくなったところを撲殺される。
ブレン“ザ・ブラックデス”
ロアナプラの殺人代行組合の元締。
つば付き帽にサングラスとロングコートを着用し、顎鬚をたくわえている長身の男性。リロイを仲介人としてロベルタの依頼を受け、彼女に使い捨ての兵力を与える。事務所はロアナプラに構えているが、通常は利害関係を慮って街の中での仕事はせず、そのためロックも知らなかった。
OVA版には未登場。
フィラーノ
ブレンの仕事仲間。
ナード風の眼鏡をかけた小太りの外見の若い男。背中に『フルメタル・ジャケット』のハートマン軍曹の刺繍が入ったパーカーを着ている。およそ裏社会の人間らしくない風体だが、事故に見せ掛けた暗殺を得意とし、むしろ銃は下品とすら評する。ロベルタの依頼で雇い入れた使い捨ての手下に直接指示を下す。最後に一人生き残った者が自分たちの所に来た時には不意打ちでビルの屋上から落とし、転落死させる。
OVA版には未登場。
バクジー
ブレンが用意した使い捨ての兵。
ブレンらの命令を受けてキャクストンらのいるモーテルに突入した一人。先に突入した仲間が皆殺しにされる中で、その死を無駄にしないと言ってキャクストンらを追撃するが、ブレンらからは引き際を知らないから死ぬと酷評される。最期はブレンらに抗議するため、彼らのいる建物の屋上に来たことが示唆され、そこでフィラーノに足を引っ掛けられて屋上から転落死する。
リッチー・リロイ
声 - 逢坂力
ロアナプラの情報屋。
「インサイド・ツーリスト」の通り名を持つ、ロアナプラでも有名な情報屋の男。ロアナプラに不案内なロベルタの依頼を受けて、必要物資や情報を集める。ロベルタが後金を払わなかったことに腹を立て、レヴィにすべてを明かす。名前は「El Baile de la muerte」編以前から登場している。
小説版での名前はオズワルド・リロイ。
プライヤチャット
声 - 小柳基
ロアナプラのガンスミス。
一見の客は相手にしない職人気質の老人。レヴィのソードカトラスは彼が修理、作成している。バオの紹介で来店したロベルタが持ち込んだ18世紀のスペイン製フリントロック式ライフルを弾丸が発射可能な状態に改造する。
トー・チー
声 - 江川央生
ロアナプラの爆発物の売人。通称「発破屋」。
重度のヘロイン中毒者で、常日頃から幻覚に苛まれる偏執狂。「宇宙人が自分を殺しに来る」という被害妄想から住居の入り口には爆薬によるトラップを仕掛け、ドアに何重ものロックを設置している。リロイを介してロベルタに爆発物を売る。
リチャード・レヴンクロフト
声 - 喜多川拓郎
CIA情報本部第二課長。エダの直属の上司。
NSAと縄張り争いをしており、エダからキャクストンら秘密工作部隊の動きを知らされると、自分たちCIAの管轄を侵されたと捉え、CIAとして別行動を起こす。
亡霊
声 - 大林隆介
ロベルタと行動を共にする男（実際には彼女の幻影）。
同編の序盤からロベルタと行動を共にし、ガルシアの元へ戻るべきだと彼女を窘める謎の男。その正体は7年前に当時FARCのメンバーだったロベルタが殺した大正電工マグダレナ営業所の日本人技術者の1人で、彼女が見ている幻影。ロベルタは彼の処刑の際に彼の家族の写真を破り捨てており、改心して家族の絆を知るようになった現在ではその出来事が棘のように心に刺さっており激しく後悔していた。
原作では名前は不明だが、OVA版では佐藤 浩伸（さとう ひろのぶ）となっている。

#### The Wired Red Wild Card
馮 亦菲（フォン・イッファイ）
中国人民解放軍総参謀部第三部（技術偵察部）の五級士官。本名は李 欣林（リー・シンリン）。後にコーサ・ノストラの協力者。
→#コーサ・ノストラ
馬（マ）
中国人民解放軍の上校。フォンの上官。
オールバックを撫でつけ眼鏡をかけた中年男性。ジェーンらのグループを利用したフォンの作戦の指揮官であったが、ジェーンらに出し抜かれて、軍に大損害を与えられ、それがさらに上層部に知られる窮地に陥る。上層部の命令を受けてフォンをダブルスパイとして暗殺することを決め、現地工作員を介して「ブレン・ザ・ブラックデス」配下の殺し屋四兄弟を雇う。ただし、決定直後に密かにシンリンに連絡を取り、事情を明かす（その上で家族には便宜を図るからロアナプラに散ってくれと頼む）。
モンテロ
殺し屋「四重奏（ウム・カルティエート）」のリーダー。四兄弟の長兄。
中折れ帽を被り髭を生やした眼鏡の黒人男性。リーダーとして冷静な性格。ブラジル出身で、もとはサルバドル系カルテルの雇われ狙撃手を務めていた。
同編の終盤におけるパクスンによる警察署襲撃において警察署の向かいにあるビルの屋上で待機する。兄弟たちが殺され復讐に燃える中、建物から出てきたロックらを狙撃しようとするが、前もって見越していたエダに金属バットで背後から頭部を殴られそのまま屋上から転落死する。
ロブ（ロバート）
殺し屋「四重奏（ウム・カルティエート）」、四兄弟の次兄。
カーボーイハットを被った禿げている白人の中年男性。かつてアメリカで曲打ち芸で生計を立てていたガンマン。売春婦を殺して死姦し、第一級殺人でアリゾナの刑務所に入っていた過去を持つ。
シンリンがいるネットカフェを単身で襲撃するがレヴィに時間を稼がれ、彼女と共に警察に捕まってしまう。その後、パクスンの警察署襲撃において、特例で檻から出され、銃を返してもらったレヴィに無抵抗の状態で射殺される。
パクスン
殺し屋「四重奏（ウム・カルティエート）」、四兄弟の末弟。
巨漢の韓国系アメリカ人。陸軍にいたが素行不良で不名誉除隊の過去を持ち、その後はロサンゼルスのコリアンギャングに所属していた。機関銃を得物にする怪力だが、頭はかなりの馬鹿。
警察に捕まったロブを助け出すため、単身で警察署を襲撃する。重火器によって多くの警察官を殺していくが、レヴィと相対する。ロブを殺したことを知って号泣し、彼女に復讐しようとより激情のままに暴れまわるが、最期は彼女の誘いによって潜んでいた警察官らの一斉射撃を浴びた上に、グレネードで全身を粉砕されて死亡する。
殺し屋四兄弟の最後の一人
名前不明。
暴力教会の情報網を持ってしても、正体不明な人物。作中でも基本的にモンテロらは3人だけで行動していた。実は変装の名手で、同編の最後にレヴィに化けてフォンを暗殺しようとしたが、土壇場でレヴィにばれ、射殺される。
ザミド・ディヤーブ
イギリスの地金商。コーサ・ノストラのマネーロンダリング担当者。故人。
監査が緩い銀行や租税回避地などを利用したマネーロンダリングに長けた男。ところがマルタ島近海を愛人と共にクルーズしている最中に事故死し、その結果、彼が管理していた資産が全て取扱い不能の状態になる。
アルバニアマフィアが中共軍から奪い取った金塊の管理も任されていたこともあって、後にフォンがコーサ・ノストラの新しいマネーロンダリング担当となる。

#### L'homme sombre
ルマジュール
フランスの民兵組織SAC（市民行動サービス）に所属する非合法部隊「五本指（レ・サンク・ドワ）」の一人。名前は「中指」の意。L'homme sombre編の主要人物。後にホテル・モスクワの協力者。
→#ホテル・モスクワ
ルプス
「五本指（レ・サンク・ドワ）」のリーダー。名前は「親指」の意。
背の高いドレッドヘアの黒人美女。リーダーとして仲間想いの人物で、前回のナイジェリアでの任務の失敗で前任のロリキュレールが死亡したことを強く後悔している。標的「蠅（ラ・ムッシュ）」殺害のため、ロアナプラで連続黒人襲撃事件を引き起こすも、すべて別人で任務が上手くいかず焦る。それゆえ編の後半において帰還したルマジュールの裏切りを察しつつも、彼女の提案に乗ってホテル・モスクワの罠に飛び込んでしまう。遊撃隊に奇襲される中、なんとか現場から脱することに成功するも、鉢合わせたルマジュールに射殺される。
ランデクス
「五本指（レ・サンク・ドワ）」の一人。名前は「人差し指」の意。
背の高いウェービーヘアのアラブ系美女。同編終盤のクラブ襲撃において遊撃隊の奇襲を受ける。状況打開は無理と判断してホテル・モスクワに投降を申し出るが、バラライカに一蹴され射殺される。
ラニュレール
「五本指（レ・サンク・ドワ）」の一人。名前は「薬指」の意。
ボブカットの小柄なアジア系女性。ぶっきらぼうな性格。同編終盤のクラブ襲撃において囮のダッチに迫るが、詰めの甘さで逆に足を撃たれる。最期は遊撃隊に射殺される。
ロリキュレール
「五本指（レ・サンク・ドワ）」の一人。名前は「小指」の意。
ツインテールの小柄な白人女性。前任の殉職に伴って加入した新参。ドライな性格で自分たちを使い捨てと割り切る。前任ロリキュレールの死を引きずるルマジュールをチームの不安材料とみなし、批判的な態度をとる。同編中盤のイザックの店の襲撃において失敗から逃亡する中で、逃げ遅れたルマジュールを情報漏洩防止の名目で射殺しようとし、重傷を与える。これが結果として彼女の裏切りを招くこととなり、その後、帰還した彼女の裏切りを強く疑う。同編終盤のクラブ襲撃において逃げ切り、ルマジュールに裏切りの落とし前をつけさせるため命を狙うが、彼女とのもみ合いの中で、最期は駆けつけたレヴィに射殺される。
イザック
ロアナプラの古物商。
細面で物腰の柔らかいアラブ系の青年。腰まで伸ばしたロングヘアが特徴。モディボを雇っていたことから、編の中盤で「五本指」に店を襲撃される。
フランソワ・モディボ
イザックの店の従業員。
大柄な黒人男性。「五本指」に狙われ、店を襲撃されるが、自身も散弾銃で応戦する。
用心棒
イザックの店の用心棒。
黒のつば付き帽、トレンチコート、ロングブーツを着用した白人女性。常に寝ており、店が五本指の襲撃に遭っても寝続ける。レヴィに非難されるが、イザックからは仕事振りにムラがあると庇われる。

### 小説版の登場人物
シャドーファルコン
東洋の神秘「甲賀デスシャドー流」を駆使する、自ら名乗るべき名を持たぬ影の男。シャドーファルコンの名は通販サイトでのハンドルネームでもある。黒装束を身に纏い、忍者の如き風貌をしているが、金髪碧眼で日本人ではない。巨体の身で壁を駆け回る圧倒的な身体能力に加え、模造刀や玩具の改造品の手裏剣・撒菱・吹き矢などの忍具の扱いも達人並みであり、シェンホアとレヴィすら退けるほどの戦闘能力を持つ。その戦い振りから、レヴィは彼を「本物の忍者」と断じる。
その正体は三合会ニューヨーク支部の悪質通販ブランドのインチキ忍術指南書によって騙された被害者だが、本人はまったくその事に気付いていない。逆にそれに記されていた嘘っぱちの修行をその通りに実践した結果、超人的な戦闘力を本当に身に付けてしまい、昂じて暗殺者となってしまった。また、出鱈目ながらも茶道を嗜み、点てた茶はロックもうなるほど美味である。さらには催眠術さえも修得しており、これは適当な日本語を並べただけのデタラメなものながらも、効果を発揮する。
本人は自覚はしてないが変装が非常に下手であり、張を暗殺する為にロックに変装するが全く似てないにもかかわらず、「完璧だ」とつぶやき、ロックを呆れさせ、張からの指示を受けていた三合会の構成員を爆笑させた。性格は温厚で礼儀正しく、仁義の心を持った好漢であるが、ピザ喰う亀の話題には激しい憎悪を見せる。
「悪の巨魁」として張の命を狙い、ロックに変装し熱河電影公司ビルに潜入するが完全に見破られており、張がシェンホアらとの交戦時に使用した撒菱にあったマークから、彼が三合会の通販詐欺被害者だとわかり、ニューヨーク支部から販売品を輸送してもらった張の「私はお前と同門のニンジャ、シャドードラゴンである」との芝居にまんまと騙され、最終的にグレーターニンジャの称号を授与され、張に言われるがまま三合会の一員となって香港へと渡った。
しかし、小説第2弾では「優秀だが平素の取り扱いに困る」として送り返され、張の下で働くようになる。刺客としてだけでなく間諜にも長ける。ロットンとは交戦を経て格闘ゲーム友達となる。

#### シェイターネ・バーディ
スタニスラフ・カンディンスキー
兵役上がりの狙撃手。ドラグノフを使用した神業級の狙撃のほか、パラシュート降下時のピンポイント着地など風を自在に味方に付ける術を持つ。仕事仲間からはスタンと呼ばれる。
シベリア、ヤマロ・ネネツ自治管区出身のネネツ人のクォーターで、猟師の叔父から狙撃を仕込まれ、風速や風向きの読みなど風との付合い方を身につけていった。叔父によれば、スタンの先祖は部族一のシャーマンであったとのこと。
バラライカの元部下でソ連軍時代の階級は伍長。都会出身者が多くを占める遊撃隊の中では数少ないシベリア出身者。
少なくともアフガニスタン駐留時からのヘロイン中毒者で、仲間とはぐれムジャヒディンの捕虜となった際に禁断症状を味わい続けるという拷問に屈してしまい、以降はヘロインを見返りにムジャヒディンの側につく。小説版第1集のサブタイトル「悪魔の風（シェイターネ・バーディ）」とはムジャヒディンがスタンに付けていた二つ名である。ソ連が撤退する直前にアフガニスタンに舞い戻ったバラライカに救出されるが、薬物に溺れ祖国を裏切り敵に与していた自身を許すことが出来ず、ソ連に帰る事なく無頼の狙撃手となる。
ヘロインが心身に及ぼす重度のダメージにより、記憶の前後や内容は断片的で限り無く綯い交ぜかつあやふやになっているが、軍人としての誇りや狙撃手の仕事を必ず遂行し続けてきた矜持を強く持っており、ギリシャやトルコで行った仕事や、新たに請け負ったロアナプラでの張暗殺の依頼は軍の作戦であると半ば誤認している。
タイ・インドネシア国境付近の船上で張・ラグーン商会と交戦した後ロアナプラに入り、アジトの廃工場ではヘロインの副作用で人事不省に陥るが、シャドーファルコンの手引きにより一人落ち延びる。
後に、ロアナプラ市街でスタンを救うべく現れたバラライカと再会し、張暗殺から手を引きホテル・モスクワの一員となるよう話を持ちかけられるが、スタンにとって"パブロブナ大尉"は美貌と絶対的な狙撃の腕前と共に戦場を駆け自身を救い出した崇拝の対象であり、既に祖国に帰還し英雄として祝福されているはずの存在であった。それ故に彼女が東南アジアの犯罪都市でマフィアに堕した現実を受け入れられず、”パブロブナ大尉”と"バラライカ"は別人であるとして袂を分かち敵視するようになる。
再び人事不省に陥った後、タチアナの口入れを受けてホテル・モスクワとの秘匿会合に臨む張を狙い、ハミポム通りにある会合場所から約800メートル離れたビルの屋上で待機していたが、スタンの待機位置を読んでいた遊撃隊の狙撃を受け右肩を負傷。ダメージを顧みずに反撃したため傷口が拡がり、右腕は使い物にならなくなってしまう。左手にマカロフを携え、張を討つべく残された力を振り絞りハミポム通りに辿り着くが、突如ベンツから現れたバラライカと一対一で向かい合う格好になり、スチェッキンによる銃撃を受け倒れる。
意識が薄れ、バラライカに"パブロブナ大尉"の面影を見出す中で、彼女から「よく戦った、貴官の任務は全て完了した、今までご苦労であった」と告げられ、安堵して息を引き取る。
ジェイク
殺人ブログ「デッドリー・ビズ」の管理人。通称「U.C.J（アルティメット・クール・J）」。ヒップホップグループのMCのようなファッションで着飾ったおよそ裏社会の人間らしくない風体の男だが、凄腕の拳銃遣いであり、物語序盤ではレヴィの虚を突いて銃を向けてみせるという早撃ち技を披露した。
コルト・ガバメントをベースとした改造銃「UCカスタム」を愛銃としており、自身のウェブサイトにアップロードする銃口視点の画像を撮影するためにレーザーサイト型CCDカメラが銃身に装着されている。サイトは一部のマニアの間では有名であり、キャロラインも毎日アクセスしていた。暗殺の他にネット上のアフィリエイトで収入を得ており、ネットでのファンからの喝采は彼の拠所となっている。
暗殺の仕事においては多くの仲間を引き連れて対象を消耗させて最後に自身が止めを刺す方法をとっており、人心掌握や集団統率に長ける。基本的には調子のよい男を装う冷酷な性格だが、ヘロインの過剰摂取を行うスタンを窘める一面もある。
レヴィを気に入り、銃撃戦の様子をサイトに載せる際に表情を弄りバストを強調するなど面白おかしく紹介したため、彼女の猛烈な怒りを買う、
後にベニーによってブログをクラックされ「今まで書いてきた内容は全て嘘であり、自分の正体は実は肥満体のM男であった」という偽の記事を、レヴィ扮する女王様にいたぶられ悦ぶ画像とともに投稿され、「U.C.J」というキャラクターを完膚なきまでに破壊されてしまう。
自身の評判が地に落ちた後、茫然自失して暗路を彷徨い歩いているときにレヴィに決闘を挑まれ、ネット上の英雄ではなくガンスリンガーとしての矜持を取り戻して奮い立ち、早撃ちで対決するも敗北、最期はレヴィの女傑ぶりを讃えつつ死亡する。
タチアナ・ヤコブレワ
ホテル・モスクワ・タイ支部に逗留していた会計監査官。元KGB。変装が得意で、ごく基本的な化粧品だけで顔の印象を決定的に変化させる技術に長けており、「ジェーン」という赤毛の女性に化け兵力のスカウトを行っていた。
内通していたラプチェフも含めたKGB及びGRU出身者の総意を受けて、バラライカを失脚させるべく、スタン、ジェイク、シャドーファルコン、トルチュ団、ラグーン商会を雇い、ロアナプラにおけるホテル・モスクワと三合会の摩擦や抗争を誘発させるよう略を弄するものの、結果的に失敗。逃亡を謀るも遊撃隊に拉致され殺害される。
監査の名目でタイ支部から資金を横領したように状況を整えられ、更にはラプチェフが裏で手を回した嫌疑をかけられるように死体は成田空港のトイレで強盗事件の被害者として発見された。
キャロライン・モーガン
自称「海賊卿ヘンリー」の子孫。女海賊を気取るグラマーな女性で、前近代的な海賊衣装を身に纏い、先祖代々のサーベルを携える。実家はかなりの資産家。自身の配下を数名引き連れており、「トルチュ団」と名乗る。海賊という仕事に誇りを持っており、無駄な人殺しは外道の在り方と説いて反対するが、前近代的な海賊のイメージそのままな言動の数々に呆れたジェイクによって眉間を撃ち抜かれて死亡。
配下からは金払いの良さは評価されていたものの、奇人変人振りを辟易されており人望は皆無であった。彼女の死後、配下たちはあっさりとジェイクの下につくが、張とレヴィの襲撃によりアロンゾとペドロを残して全滅する。
キャサリン・モーガン
キャロライン・モーガンの妹。姉によく似た容姿と趣向の持ち主。エピローグでラグーン商会を姉の仇と誤解して狙うと同時に、商会が狙っていた積み荷を強奪しようと襲いかかった。
アロンゾ
元トルチュ団。ジェイクについた生き残りの一人。剣呑とした雰囲気の男性。ロアナプラの中心から離れたアジトの廃工場で待機し見張りを行っていた際に、夜襲を仕掛けてきたレヴィたちを発見、直後に射殺される。
ペドロ
元トルチュ団。ジェイクについた生き残りの一人。神経質なインテリ然とした風貌の男性。S&W オートを所持。夜襲を仕掛けてきたレヴィに廃工場内で応戦、暗視スコープを装着しスタンのドラグノフで天窓からレヴィを狙撃しようとするが、閃光弾を使われ視界を塞がれてしまい無防備になったところを射殺される。
アルボンディガ三兄弟
シェンホアと共に三合会に雇われたヒスパニック系の3人組。長男ウノ、二男ドス、三男トレスの3名からなる。シェンホアを「姉御」と呼んでいる。元はタンゴ歌手であったが売れないため殺し屋になった。場の空気を読まず、兄が歌うタンゴに弟が合いの手を入れるという『だんご3兄弟』を彷彿させる言動で鬱陶しがられる。ドスはストライカー自動ショットガン、トレスはモスバーグを得物としている。なお、アルボンディガとはスペイン風肉団子のことである。
三人ともシャドーファルコンの手にかかり、ウノはバグナクで喉を裂かれ、トレスは十字手裏剣で頭蓋を貫かれ、ドスはキャットウォークからの飯綱落としにより脳天を粉砕され、それぞれ死亡する。
チガーノフ
ソ連軍時代のバラライカの部下。階級は曹長。戦況が泥沼化し続ける中、部隊がアフガンで新年を迎えた際に、スタンの出自を悪意無く揶揄しバラライカに釘を刺される。
後の戦闘で、迫撃砲の直撃により全身を吹き飛ばされて戦死する。
コズロフ
ホテル・モスクワの構成員。遊撃隊のメンバーで元の階級は不明。スタンとはジャララバードで共に戦った仲であった。
サンカン・パレス・ホテルのダイニングバーでやつれきったスタンを見かけ、バラライカの本名を出してブーゲンビリア貿易を紹介するが、人違いであるとシラを切り通されてしまう。
ダヴィド
ホテル・モスクワの構成員。遊撃隊のメンバーで元の階級は不明。コズロフと共にスタンに声をかける。

#### 罪深き魔術師の哀歌
トリシア・オサリバン
アメリカの大富豪オサリバン家の令嬢で、このエピソードでの騒動の元凶。非常に我儘である上に「恋に恋している」ような思慮浅い女性。占いサイトの内容を真に受け「運命の出会い」を求めてサンフランシスコからロアナプラにやってきた。イビキがダッチをも呆れさせるほどに大きく、「アヒルの遠吠え」と名づけられた。ロックを「ナンパヤッピー」、レヴィを「ガラの悪い刺青女」と評している。
フィリップ・オサリバン
アメリカの大富豪オサリバン家の当主でトリシアの父。サンフランシスコ波止場の積み込み人夫から一代で財をなし得た人物。中国の大物・會舜天とはこの頃からの付き合いで国家やイデオロギーを超えた親友同士。
ダリル・ランシング
CIA作戦本部副部長。CIA復権のためにオサリバン家と會家の関係を破綻させようと目論み、そのためにトリシアとロアナプラを利用。ついにはロアナプラをCIAの謀略の最終処理場にしようとした。策略を駆使してトリシアをロアナプラに誘導しシェリンガムを派遣、ロアナプラでの策動をエダに命じる。しかしロアナプラは彼の力ではどうしようもないくらいの存在である上に本国でのオサリバンの説得に失敗してしまい、計画はとん挫。最終的には降格の憂き目にあった。エダやレブンクロフトからは辛辣な評価をされている。
カーディナス・シェリンガム
CIAがトリシア誘拐を依頼した外部エージェントで、コードネームは“魔術師”。戸籍上はオランダ国籍の28歳。誘拐のプロともいうべき人物で、相手をストックホルム症候群にさせることに長けている。その通り名や特徴からエダがロットンと勘違いし、今回の騒動の発端となった。実はトリシアがロアナプラに到着する前日にバンコクで交通事故に遭い、死亡していた。
會 舜天（ツェン・シュンティエン）
中国の大物政治家で外交のスペシャリスト。過去に福建省から一家でアメリカに渡り、その時同じ勤労青年同士だったフィリップ・オサリバンと親友同士となる。その後第二次世界大戦時の抗日戦線に参加するために帰国。その後は失脚を経験しながらも中国共産党の大物政治家となる。一方で地元・福建省を本拠地とするマフィア布袋幇（プウタイバン）を傘下に持ち、布袋幇構成員からは「操偶老」と崇拝されている。
陸韜（ルタオ）
福建省に本拠を持つ中国系マフィア布袋幇の構成員で、三節棍および詠春拳を使いこなす手練。人数分以上のピストルやアサルトライフルを用意し、解放軍出身者を含む選抜きの手下を14名つれてトリシアを連れ戻すためにロアナプラに送り込まれた。短気で粗暴な人物だが思慮深く、部下思いの一面もある。
會 克敏（ツェン・カーミン）
親同士が決めたというトリシアの許婚の青年で舜天の孫。美形。
まだあどけなさを顔に残しつつもテーラードスーツを隙無く着こなし、張をうならせるほど今時珍しいくらいに礼節と仁義を弁えた青年。
ディック・クルーグランド
陸たちをロアナプラに案内する水先案内人の米国人男性。陸をして「うすらデカイのが取り柄の役立たず」だったが、実はシャドーファルコンの変装した姿であった。
ジベール
ロアナプラの住人。かつては腕利きの兄貴分と共に羽ぶり良い時期を過ごしていたが、その兄貴分をレヴィに殺されてからは転落の一途をたどっており、彼女およびラグーン商会を非常に憎んでいる。

## 用語

### 地名
ロアナプラ（英語表記：Roanapra / 漢字表記：路南浦）
本作の主要舞台となる架空の港湾都市。タイ南部に位置し、公用語は英語。
35年前までは寂れた辺境の港町に過ぎなかったが、1993年に起きた三合会とホテル・モスクワの全面抗争など幾多の危機を乗り越え、複数の国際犯罪組織が共同支配する地球上で最も悪党が跋扈する「悪徳の街」として繁栄するに至った。かつては同地にフランス租界が存在し、当時の植民地風の建造物が今も残されている。
「El Baile de la muerte」において、キャクストンがロアナプラと1969年当時の旧南ベトナム・サイゴン（後のホーチミン市）との近似に言及しており、サンカンパレスホテル（モデルはマジェスティック・ホテル）などサイゴン市街を思わせる建物や風景が描写されている。
OVA版では、太平洋戦争中に日本軍が軍港とするために開発し、戦後は麻薬の一大密輸港になったという設定が追加されている。また、バンコクから高速バスで行けることが明かされた。

### 勢力
ラグーン商会
ダッチを社長に据えた運び屋集団。少数精鋭のメンバーで構成され、在籍しているのはダッチを含む4人だけ。
第二次世界大戦で使われた魚雷艇（アメリカ製エルコ 80フィート級PTボートの改造型）を用い、海上輸送をメインに活動している。輸送賃さえ支払えば、荷の中身にはこだわらず運んでいる。
ホテル・モスクワ
国際規模のロシアン・マフィア。モスクワの「大頭目（スレヴィニン）」ピョートルを筆頭に、「頭目（ヴォール）」と呼ばれる幹部が世界各地に派遣されている。タイ支部はロアナプラのサータナム・ストリートに事務所を構えており、表向きは「ブーゲンビリア貿易」と称している。
同支部は頭目バラライカを含む中枢構成員がアフガニスタン帰還兵（アフガンツィ）で構成されている。それ故に言動や作戦行動は軍事色が濃く、また互いの呼称が当時の階級であるなど、その名残が見られる。重武装した軍隊同然の武力、統率力もあって戦闘力に関してはロアナプラでも随一であり、街の抑止力となっている（アニメ版の日本編では、バラライカらが離れた間のロアナプラは、タガが外れたかのように銃声が飛び交う無法地帯となっていた）。
移動時に使う車はメルセデス・ベンツ・Sクラス。
三合会（トライアド【原作】） / （さんごうかい【アニメ版】）
国際規模の香港マフィア。三合会の総主は、香港の「龍頭」荘戴龍（ツゥン・ダイロン）。タイ・ロアナプラの支部は、表向きはケーブルテレビ配給会社「熱河電影公司（イツホウディンインゴンシ）」本社を装っている（ただし、芸能関係の実務はバンコク出張所で行っている）。
ロアナプラにおける勢力版図はホテル・モスクワを凌ぎ、1993年に全面抗争で痛み分けに終わった経緯がある。
黄金の三角地帯との結びつきも深く、そのケシ畑を土台としたヘロイン精製プラントを持つ事が後に米軍とロベルタの戦争に関わるきっかけになる。
コーサ・ノストラ
国際規模のイタリアン・マフィア。ロアナプラで多くの権利を持つ「黄金夜会」の一大勢力。
マニサレラ・カルテル
国際規模のコロンビア・マフィア。ロアナプラで多くの権利を持つ「黄金夜会」の一大勢力。
暴力教会
正式名称は「リップオフ教会」。表向きはバチカンに登記された教会だが、裏ではロアナプラで唯一武器の売買を公認されている手配屋。
教会という立場を利用して裏稼業を行っており、悪徳の都と称されるロアナプラで商売をやっているだけあって荒事にも慣れたもので、銃撃戦もお手の物。

### その他
旭日重工株式会社
ロックがかつて勤めていた大手会社。
国境を越えて事業を展開しているようで、レアアースやレアメタルを調達する資材調達部には英語やスペイン語に堪能な人材を抱え、ロアナプラ近郊の華僑にもパイプを持つ他、傭兵会社ともコネを持つ。
最近は業績が芳しくなく上層部は回復を焦っていたため、某国の核開発協力要請を承諾してしまい、ロックが巻き込まれたデータディスクを巡る騒動はその計画の情報を巡るものだった。ディスク奪還のためコネクションをフル活用し、EO社にも撃っただけ請求書が通る破格の条件で仕事を依頼するも最終的に資材調達部の部長とバラライカとの取引で事を治める。

## 書誌情報

### 単行本
| 巻数 | 発売日                                                                                  | ISBN                                                                                    |
| 広江礼威 『BLACK LAGOON』 小学館〈サンデーGXコミックス〉 既刊13巻（2023年12月19日現在）                                                              | 広江礼威 『BLACK LAGOON』 小学館〈サンデーGXコミックス〉 既刊13巻（2023年12月19日現在） | 広江礼威 『BLACK LAGOON』 小学館〈サンデーGXコミックス〉 既刊13巻（2023年12月19日現在） |
| --- | --------------------------------------------------------------------------------------- | --------------------------------------------------------------------------------------- |
| 1 | 2002年12月12日                                                                          | 4-09-157201-4                                                                           |
| 2 | 2003年7月19日                                                                           | 4-09-157202-2                                                                           |
| 3 | 2004年4月19日                                                                           | 4-09-157203-0                                                                           |
| 4 | 2005年7月19日                                                                           | 4-09-157204-9                                                                           |
| 5 | 2006年3月17日                                                                           | 4-09-157020-8                                                                           |
| 6 | 2006年11月17日                                                                          | 4-09-157075-5                                                                           |
| 7 | 2007年10月19日                                                                          | 978-4-09-157113-7                                                                       |
| 8 | 2008年7月18日                                                                           | 978-4-09-157140-3                                                                       |
| 9 | 2009年10月19日                                                                          | 978-4-09-157189-2                                                                       |
| 10 | 2014年5月19日 2014年5月16日（限定版）                                                   | 978-4-09-157375-9 978-4-09-941831-1（限定版）                                           |
| 11 | 2018年11月24日                                                                          | 978-4-09-157551-7 978-4-09-943031-3（限定版）                                           |
| 12 | 2021年8月19日                                                                           | 978-4-09-157646-0                                                                       |
| 13 | 2023年12月19日                                                                          | 978-4-09-157790-0 978-4-09-943142-6（限定版）                                           |
| 広江礼威（原作） / イダタツヒコ（作画） 『BLACK LAGOON 掃除屋ソーヤー 解体！ゴアゴア娘』 小学館〈サンデーGXコミックス〉 既刊9巻（2025年1月17日現在） |                                                                                         |                                                                                         |
| 1 | 2020年7月17日                                                                           | 978-4-09-157603-3                                                                       |
| 2 | 2020年12月18日                                                                          | 978-4-09-157616-3                                                                       |
| 3 | 2021年8月19日                                                                           | 978-4-09-157647-7                                                                       |
| 4 | 2022年2月18日                                                                           | 978-4-09-157670-5                                                                       |
| 5 | 2022年9月16日                                                                           | 978-4-09-157688-0                                                                       |
| 6 | 2023年3月17日                                                                           | 978-4-09-157746-7                                                                       |
| 7 | 2023年12月19日                                                                          | 978-4-09-157787-0                                                                       |
| 8 | 2024年5月17日                                                                           | 978-4-09-157824-2                                                                       |
| 9 | 2025年1月17日                                                                           | 978-4-09-157853-2                                                                       |
| 広江礼威（原作） / やまむらはじめ（作画） 『BLACK LAGOON エダ イニシャルステージ』 小学館〈サンデーGXコミックス〉 既刊6巻（2025年2月19日現在）       |                                                                                         |                                                                                         |
| 1 | 2022年9月16日                                                                           | 978-4-09-157690-3                                                                       |
| 2 | 2023年3月17日                                                                           | 978-4-09-157747-4                                                                       |
| 3 | 2023年12月19日                                                                          | 978-4-09-157788-7                                                                       |
| 4 | 2024年5月17日                                                                           | 978-4-09-157825-9                                                                       |
| 5 | 2024年9月19日                                                                           | 978-4-09-157838-9                                                                       |
| 6 | 2025年2月19日                                                                           | 978-4-09-157876-1                                                                       |

第10巻発売時にはレヴィや馮亦菲が登場する新作短編アニメを交えたTVCMが放送されたほか、第11巻発売時にも同様のTVCMが放送された。いずれも、アニメ制作はマッドハウス、ナレーションは豊口めぐみが担当している。

### 小説
- 広江礼威（原作・イラスト） / 虚淵玄（著）、小学館〈ガガガ文庫〉
  - 『ブラック・ラグーン シェイターネ・バーディ』2008年7月18日発売[40]、ISBN 978-4-09-451079-9
  - 『ブラック・ラグーン2 罪深き魔術師の哀歌』2011年1月18日発売[41]、ISBN 978-4-09-451249-6

### イラスト集
- 広江礼威 『BLACK LAGOON Illustrations Onslaught』 小学館、2021年8月19日発売[42]、ISBN 978-4-09-199071-6
  - 「20周年記念グッズ付き限定版」同時発売[43]、ISBN 978-4-09-943092-4

## テレビアニメ
これまでに2つのシリーズを連続テレビアニメとして全24話制作、独立局を中心とした各局で放送（当時の言い方だと「UHFアニメ」）。監督は片渕須直（シリーズ構成・脚本・OVA版の同セクションも担当）。本放送以後もTOKYO MXで、しばしばリピート放送が続けられている（直近では2021年4月より放送）。
第1期『BLACK LAGOON』
2006年4月から6月まで放送された（サンテレビのみ7月からの放送）。全12話。
第2期『BLACK LAGOON The Second Barrage』
2006年10月から12月まで放送された。全12話。
オープニングやエンディング、アイキャッチおよび話数は、第1期からの継続扱いとなっており、第1期のDVD版#12の最後には第2期#13の次回予告が収録されている。ただし、オープニングアニメーションには随所に「The Second Barrage」のロゴが入っている。
全放送局で一部台詞を削除して放送されたが、DVD版では完全収録されている（TOKYO MXでは後の第1期・第2期計24話一挙放送などで台詞カットなしバージョン〈DVD版ではない〉を放送している）。
メ〜テレでは、第10話 (#22) のAパート冒頭にて音声処理を行っていることをテロップで表示した。また、第11話と第12話（#23と#24）にて番組開始時に「社会上不適切と思われる表現がありますが、制作側の意図を尊重しそのままの形で放送します」という内容の静止画フリップを5秒間表示した。
第11話（#23）では、制作中に発生した事故により作画クオリティが大いに低下し、それを放送せざるを得なかった状況についてスタッフが謝罪していた（スタッフによる公式ブログ上で発表。事故の内容については不明）。DVDには作画修正版が収録されている。

### スタッフ
- 原作 - 広江礼威（小学館刊『月刊サンデージェネックス』連載）[5]
- 監督・シリーズ構成・脚本 - 片渕須直[5]
- 助監督 - 川村賢一
- キャラクターデザイン・総作画監督 - 筱雅律[5]
- メカニックデザイン・プロップデザイン - 木村雅広
- 美術監督 - 金子英俊
- 色彩設計 - 角本百合子
- 撮影監督 - 増元由紀大
- 編集 - 木村佳史子
- 音楽 - EDISON
- 音響監督 - 本田保則
- エグゼクティブプロデューサー - 都築伸一郎、丸田順悟、後藤秀樹
- アニメーションプロデューサー - 松尾亮一郎
- プロデューサー - 西村潤、小倉充俊、岡本順哉
- アニメーション制作 - マッドハウス[5]
- 製作 - BLACK LAGOON製作委員会（ジェネオンエンタテインメント、小学館、GENEON ENTERTAINMENT (USA) INC.）

### 主題歌
オープニングテーマ「Red fraction」（#24では使用されず）
作詞 - MELL / 作曲・編曲 - 高瀬一矢 / 歌 - MELL
エンディングテーマ
「Don't Look Behind」（#15・#24を除く）
作曲・演奏 - EDISON
「The World of midnight」（#15）
作詞・作曲・歌 - Minako "mooki" Obata
本曲におけるエンディングの映像は、「Don't Look Behind」と同じように真っ暗な海岸を歩く足元から始まるが、徐々に明るくなりヘンゼルとグレーテルが青空を見上げるシーンで終わるという、本編ラストの余韻を残すものとなっている。このエンディングだけで「ちょっとしたTVアニメの本編1本分の3分の1にもあたる作画枚数」を費やしている。
「Peach Headz Addiction」（#24）
作詞・作編曲・演奏 - breath frequency
上記の他、#21では原作を踏襲してギターウルフの「環七フィーバー」が劇中音楽として使用された。

### 各話リスト
| 話数                            | サブタイトル                      | 絵コンテ          | 演出                      | 作画監督 | 原作エピソード                 |              |
| BLACK LAGOON                    | BLACK LAGOON                      | BLACK LAGOON      | BLACK LAGOON              | BLACK LAGOON | BLACK LAGOON                   | BLACK LAGOON |
| ------------------------------- | --------------------------------- | ----------------- | ------------------------- | --- | ------------------------------ | ------------ |
| #1                              | The Black Lagoon                  | 西村聡            | 川村賢一                  | 菅野利之 | Black Lagoon                   |              |
| #2                              | Mangrove Heaven                   | 川村賢一          | 川村賢一                  | 加藤やすひさ | Black Lagoon                   |              |
| #3                              | Ring-Ding Ship Chase              | 片渕須直          | 片渕須直 荒木哲郎         | Cindy. H. YAMAUCHI | Chase for ring-ding ships      |              |
| #4                              | Die Rückkehr des Adlers           | 片渕須直          | 室井ふみえ                | 室井ふみえ | Das Wieder Erstehen Des Adlers |              |
| #5                              | Eagle Hunting and Hunting Eagles  | 片渕須直          | 香月邦夫                  | 奥田佳子 | Das Wieder Erstehen Des Adlers |              |
| #6                              | Moonlit Hunting Grounds           | そえたかずひろ    | 川村賢一                  | 立石聖、木村雅広 香月邦夫、室井ふみえ 日向正樹、そえたかずひろ 井上英紀                                               | Das Wieder Erstehen Des Adlers |              |
| #7                              | Calm Down, Two Men                | 駒井一也 片渕須直 | 川村賢一 まつもとよしひさ | 渡辺章 | Calm Down, Two Men             |              |
| #8                              | Rasta Blasta                      | 荒木哲郎          | 荒木哲郎                  | 井上英紀 | Rasta Blasta                   |              |
| #9                              | Maid to Kill                      | 荒木哲郎          | 荒木哲郎                  | 井上英紀 | Rasta Blasta                   |              |
| #10                             | The Unstoppable Chambermaid       | 荒木哲郎          | 荒木哲郎                  | 日向正樹 | Rasta Blasta                   |              |
| #11                             | Lock'n Load Revolution            | 川村賢一          | 川村賢一                  | 朝来昭子 そえたかずひろ（アクション）                                                                                 | Goat, Jihad, Rock'N Roll       |              |
| #12                             | Guerrillas in the Jungle          | 荒木哲郎          | 濁川敦                    | 日向正樹 そえたかずひろ（アクション）                                                                                 | Goat, Jihad, Rock'N Roll       |              |
| BLACK LAGOON The Second Barrage |                                   |                   |                           | |                                |              |
| #13                             | The Vampire Twins Comen           | 片渕須直          | 下田久人                  | 渡辺純子 | Bloodsport Fairytale           |              |
| #14                             | Bloodsport Fairytale              | 片渕須直          | 吉本毅                    | 井上英紀 そえたかずひろ（アクション）                                                                                 | Bloodsport Fairytale           |              |
| #15                             | Swan Song at Dawn                 | 片渕須直          | 室井ふみえ                | 柳伸亮 そえたかずひろ（アクション）                                                                                   | Bloodsport Fairytale           |              |
| #16                             | Greenback Jane                    | 中村亮介 片渕須直 | 川村賢一                  | Kim. Ki Doo | Greenback Jane                 |              |
| #17                             | The Roanapur Freakshow Circus     | 片渕須直          | 鈴木孝典                  | 阿部望 そえたかずひろ（アクション）                                                                                   | Greenback Jane                 |              |
| #18                             | Mr. Benny's Good Fortune          | 片渕須直          | 下田久人 金澤洪充         | 日向正樹 そえたかずひろ（アクション）                                                                                 | Greenback Jane                 |              |
| #19                             | Fujiyama Gangsta Paradise         | 片渕須直          | 岡本英樹 川村賢一         | 立石聖、日向正樹 そえたかずひろ（アクション）                                                                         | Fujiyama Gangsta Paradise      |              |
| #20                             | The Succession                    | 平木耕一郎        | 川村賢一                  | 日向正樹 そえたかずひろ（アクション）                                                                                 | Fujiyama Gangsta Paradise      |              |
| #21                             | Two Father's Little Soldier Girls | 香月邦夫 片渕須直 | 香月邦夫                  | 斎藤和也、日向正樹 そえたかずひろ（アクション）                                                                       | Fujiyama Gangsta Paradise      |              |
| #22                             | The Dark Tower                    | 阿保孝雄          | 阿保孝雄                  | 井上英紀 | Fujiyama Gangsta Paradise      |              |
| #23                             | Snow White's Payback              | 片渕須直          | 片渕須直                  | 今村大樹、森田岳士 森前和也 そえたかずひろ（アクション）                                                              | Fujiyama Gangsta Paradise      |              |
| #24                             | The Gunslingers                   | 片渕須直          | 片渕須直                  | 日向正樹、朝来昭子 室井ふみえ、奥田佳子 浦谷千恵、井上英紀 筱雅律 そえたかずひろ、香月邦夫 （アクション・エフェクト） | Fujiyama Gangsta Paradise      |              |

### 放送局
| 放送地域   | 放送局       | 放送期間                  | 放送日時                     | 放送系列       | 備考         |
| 第1期      | 第1期        | 第1期                     | 第1期                        | 第1期          | 第1期        |
| ---------- | ------------ | ------------------------- | ---------------------------- | -------------- | ------------ |
| 千葉県     | チバテレビ   | 2006年4月9日 - 6月25日    | 日曜 2:35 - 3:05（土曜深夜） | 独立UHF局      |              |
| 東京都     | 東京MXテレビ | 2006年4月9日 - 6月25日    | 日曜 23:30 - 翌 0:00         | 独立UHF局      | 現：TOKYO MX |
| 京都府     | KBS京都      | 2006年4月12日 - 6月28日   | 水曜 1:30 - 2:00（火曜深夜） | 独立UHF局      |              |
| 神奈川県   | テレビ神奈川 | 2006年4月12日 - 6月28日   | 水曜 1:45 - 2:15（火曜深夜） | 独立UHF局      |              |
| 中京広域圏 | メ〜テレ     | 2006年4月12日 - 6月28日   | 水曜 3:23 - 3:53（火曜深夜） | テレビ朝日系列 |              |
| 長野県     | 長野朝日放送 | 2006年4月13日 - 6月29日   | 木曜 1:30 - 2:00（水曜深夜） | テレビ朝日系列 |              |
| 奈良県     | 奈良テレビ   | 2006年4月13日 - 6月29日   | 木曜 1:40 - 2:10（水曜深夜） | 独立UHF局      |              |
| 栃木県     | とちぎテレビ | 2006年4月14日 - 6月30日   | 金曜 1:50 - 2:20（木曜深夜） | 独立UHF局      |              |
| 愛媛県     | あいテレビ   | 2006年4月14日 - 6月30日   | 金曜 1:55 - 2:25（木曜深夜） | TBS系列        |              |
| 群馬県     | 群馬テレビ   | 2006年4月15日 - 7月1日    | 土曜 1:45 - 2:15（金曜深夜） | 独立UHF局      |              |
| 埼玉県     | テレビ埼玉   | 2006年4月15日 - 7月1日    | 土曜 2:00 - 2:30（金曜深夜） | 独立UHF局      |              |
| 宮城県     | 仙台放送     | 2006年4月18日 - 7月4日    | 火曜 1:59 - 2:29（月曜深夜） | フジテレビ系列 |              |
| 福岡県     | 九州朝日放送 | 2006年4月18日 - 7月4日    | 火曜 2:25 - 2:55（月曜深夜） | テレビ朝日系列 |              |
| 長崎県     | 長崎文化放送 | 2006年4月20日 - 7月6日    | 木曜 2:45 - 3:15（水曜深夜） | テレビ朝日系列 |              |
| 石川県     | 石川テレビ   | 2006年4月27日 - 7月13日   | 木曜 1:40 - 2:10（水曜深夜） | フジテレビ系列 |              |
| 兵庫県     | サンテレビ   | 2006年7月7日 - 9月22日    | 金曜 2:05 - 2:35（木曜深夜） | 独立UHF局      |              |
| 第2期      |              |                           |                              |                |              |
| 宮城県     | 仙台放送     | 2006年10月3日 - 12月19日  | 火曜 1:59 - 2:29（月曜深夜） | フジテレビ系列 |              |
| 福岡県     | 九州朝日放送 | 2006年10月3日 - 12月19日  | 火曜 2:25 - 2:55（月曜深夜） | テレビ朝日系列 |              |
| 兵庫県     | サンテレビ   | 2006年10月4日 - 12月20日  | 水曜 1:10 - 1:40（火曜深夜） | 独立UHF局      |              |
| 京都府     | KBS京都      | 2006年10月4日 - 12月20日  | 水曜 1:30 - 2:00（火曜深夜） | 独立UHF局      |              |
| 神奈川県   | テレビ神奈川 | 2006年10月4日 - 12月20日  | 水曜 1:45 - 2:15（火曜深夜） | 独立UHF局      |              |
| 中京広域圏 | メ〜テレ     | 2006年10月4日 - 12月20日  | 水曜 2:43 - 3:13（火曜深夜） | テレビ朝日系列 |              |
| 長野県     | 長野朝日放送 | 2006年10月5日 - 12月21日  | 木曜 1:30 - 2:00（水曜深夜） | テレビ朝日系列 |              |
| 奈良県     | 奈良テレビ   | 2006年10月5日 - 12月21日  | 木曜 1:40 - 2:10（水曜深夜） | 独立UHF局      |              |
| 石川県     | 石川テレビ   | 2006年10月5日 - 12月21日  | 木曜 2:40 - 3:10（水曜深夜） | フジテレビ系列 |              |
| 栃木県     | とちぎテレビ | 2006年10月6日 - 12月22日  | 金曜 1:35 - 2:05（木曜深夜） | 独立UHF局      |              |
| 愛媛県     | あいテレビ   | 2006年10月6日 - 12月22日  | 金曜 1:55 - 2:25（木曜深夜） | TBS系列        |              |
| 群馬県     | 群馬テレビ   | 2006年10月6日 - 12月22日  | 金曜 25:45 - 26:15           | 独立UHF局      |              |
| 埼玉県     | テレビ埼玉   | 2006年10月8日 - 12月24日  | 日曜 2:00 - 2:30（土曜深夜） | 独立UHF局      |              |
| 千葉県     | チバテレビ   | 2006年10月8日 - 12月24日  | 土曜 2:05 - 2:35（土曜深夜） | 独立UHF局      |              |
| 東京都     | TOKYO MX     | 2006年10月8日 - 12月24日  | 日曜 23:30 - 翌 0:00         | 独立UHF局      |              |
| 長崎県     | 長崎文化放送 | 2006年10月12日 - 12月28日 | 木曜 2:45 - 3:15（水曜深夜） | テレビ朝日系列 |              |

### 映像特典
HDマスター版で発売された第1期&第2期BDにのみ収録。原作単行本の巻末オマケ漫画をアニメ化した短編で、全7話。第8巻には第3期予告編を収録。
| 話数 | サブタイトル                        | 絵コンテ / 演出 | 作画監督                    | 作画                                                    |
| ---- | ----------------------------------- | --------------- | --------------------------- | ------------------------------------------------------- |
| 1    | BLACK LAGOON 高校編                 | かとうやすひさ  | ひなたまさき                | まえだよしひろ                                          |
| 2    | BLACK LAGOON 魔法少女編             | かとうやすひさ  | ひなたまさき                | かわいさやか                                            |
| 3    | BLACK LAGOON バラライカの憂鬱       | むろいふみえ    | ひなたまさき                | かわいさやか                                            |
| 4    | BLACK LAGOON 男の子女の子編         | かとうやすひさ  | ひなたまさき かとうやすひさ | おおしまひろゆき かわいさやか たまきりえ かとうやすひさ |
| 5    | BLACK LAGOON 納涼 怖い話編          | むろいふみえ    | ひなたまさき                | おおやこうじ たまきりえ                                 |
| 6    | BLACK LAGOON ビバ!ヤング編          | かとうやすひさ  | かとうやすひさ              | いまむらたいき たまきりえ かとうやすひさ                |
| 7    | BLACK LAGOON めざせお笑いグランプリ | むろいふみえ    | ひなたまさき                | いまむらたいき ひなたまさき                             |

### DVD・BD
DVDは各巻2話ずつ収録。BDはHDマスター制作で各巻3話ずつ収録。BD-BOXは第1期・第2期・OVA全話収録。発売元：ジェネオンエンタテインメント・小学館。
DVD
- 『BLACK LAGOON 001』 2006年7月26日発売
- 『BLACK LAGOON 002』 2006年8月30日発売
- 『BLACK LAGOON 003』 2006年9月27日発売
- 『BLACK LAGOON 004』 2006年10月25日発売
- 『BLACK LAGOON 005』 2006年11月29日発売
- 『BLACK LAGOON 006』 2006年12月27日発売
- 『BLACK LAGOON The Second Barrage 001』 2007年1月31日発売
- 『BLACK LAGOON The Second Barrage 002』 2007年2月28日発売
- 『BLACK LAGOON The Second Barrage 003』 2007年3月28日発売
- 『BLACK LAGOON The Second Barrage 004』 2007年4月25日発売
- 『BLACK LAGOON The Second Barrage 005』 2007年5月30日発売
- 『BLACK LAGOON The Second Barrage 006』 2007年6月27日発売

BD
- 『BLACK LAGOON Blu-ray 001 BLACK LAGOON』 2009年12月23日発売
- 『BLACK LAGOON Blu-ray 002 CIGARETTE KISS』 2009年12月23日発売
- 『BLACK LAGOON Blu-ray 003 ROBERTA』 2010年2月10日発売
- 『BLACK LAGOON Blu-ray 004 PUBLIC ENEMY』 2010年2月10日発売
- 『BLACK LAGOON The Second Barrage Blu-ray 005 TWINS』 2010年2月24日発売
- 『BLACK LAGOON The Second Barrage Blu-ray 006 GREENBACK』 2010年2月24日発売
- 『BLACK LAGOON The Second Barrage Blu-ray 007 TOKYO WAR』 2010年3月25日発売
- 『BLACK LAGOON The Second Barrage Blu-ray 008 TOKYO ABYSS』 2010年3月25日発売

BD-BOX
後述のOVAシリーズも含めた全話を収録。
- 『BLACK LAGOON Blu-ray BOX』 2013年6月26日発売
- 『BLACK LAGOON Blu-ray BOX』 スペシャルプライス版 2016年12月21日発売

### CD
- 『BLACK LAGOON ORIGINAL SOUND TRACK』 2006年8月30日発売

## OVA
アニメ第3期として、2010年7月17日から2011年6月22日まで発売された。全5巻。タイトルは『BLACK LAGOON Roberta's Blood Trail』（ブラック・ラグーン ロベルタズ・ブラッド・トレイル）。収録時間は第1巻のみ35分、第2巻 - 第5巻は各30分。
話数表記は第2期からの継続扱いで、#25 - #29となっている。
2010年6月下旬には第1巻の発売に先駆け、テレビ先行放送が実施された。ほとんどの放送局では30分枠で、過激な描写の自主規制や枠内に収めるための再編集を行ったショートバージョンが放送されたが、シリーズ初放送の毎日放送では35分枠で、それらを施さなかったロングバージョンが放送された。
2012年2月10日、BSデジタル放送のWOWOWにてテレビシリーズ1・2期とともにテレビ初放送。同年12月末には、TOKYO MXで全5話を2時間枠（実質1時間45分）に編集した特別編集版が放送された。

### スタッフ（第3期）
- 原作 - 広江礼威（小学館刊『月刊サンデージェネックス』連載）
- 監督・シリーズ構成・脚本 - 片渕須直
- キャラクターデザイン・総作画監督 - 筱雅律
- プロップ&メカデザイン - 木村雅広
- 美術監督 - 金子英俊
- 色彩設計 - 角本百合子
- 撮影監督 - 藤田賢治
- 編集 - 木村佳史子
- 音楽 - EDISON
- 音響監督 - 本田保則
- 制作プロデューサー - 豊田智紀
- プロデューサー - 小倉充俊、岡本順哉
- アニメーション制作 - マッドハウス
- 製作 - BLACK LAGOON製作委員会（ジェネオン・ユニバーサル・エンターテイメント、小学館）

### 主題歌（第3期）
オープニングテーマ「Red fraction IO drive mix」
作詞 - MELL / 作曲・編曲 - 高瀬一矢 / 歌 - MELL
エンディングテーマ
「When Johnny Comes Marching Home」
編曲・演奏 - EDISON
「This moment 〜prayer in the light〜」（#29）
作詞・作曲・歌唱 - Minako "mooki" Obata

### 各話リスト（第3期）
| 巻数 | 話数 | サブタイトル                 | 絵コンテ          | 演出              | 作画監督                                                   | 原作エピソード        | 発売日        |
| ---- | ---- | ---------------------------- | ----------------- | ----------------- | ---------------------------------------------------------- | --------------------- | ------------- |
| 1    | #25  | Collateral Massacre          | 片渕須直          | 室井ふみえ        | 筱雅律、日向正樹 浦谷千恵、木村雅広 今村大樹、加藤やすひさ | El Baile de la muerte | 2010年7月17日 |
| 2    | #26  | An Office Man's Tactics      | 香月邦夫          | 香月邦夫          | 筱雅律、今村大樹 木村雅広、日向正樹 朝来昭子               | El Baile de la muerte | 2010年9月30日 |
| 3    | #27  | Angels in the Crosshairs     | 片渕須直          | 加藤やすひさ      | 筱雅律、今村大樹 朝来昭子、日向正樹 浦谷千恵（アクション） | El Baile de la muerte | 2011年1月7日  |
| 4    | #28  | Oversaturation Kill Box      | 片渕須直          | 香月邦夫          | 筱雅律、加藤やすひさ 木村雅広 浦谷千恵（アクション）       | El Baile de la muerte | 2011年3月11日 |
| 5    | #29  | Codename Paradise,Status MIA | 片渕須直 浦谷千恵 | 片渕須直 浦谷千恵 | 筱雅律、朝来昭子 今村大樹、日向正樹                        | El Baile de la muerte | 2011年6月22日 |

### 放送局（第3期）
| 放送地域      | 放送局        | 放送日                     | 放送時間                                                  | 系列             | 備考                |
| #25先行放送局 | #25先行放送局 | #25先行放送局              | #25先行放送局                                             | #25先行放送局    | #25先行放送局       |
| ------------- | ------------- | -------------------------- | --------------------------------------------------------- | ---------------- | ------------------- |
| 神奈川県      | テレビ神奈川  | 2010年6月27日              | 日曜 0:30 - 1:00（土曜深夜）                              | 独立UHF局        |                     |
| 近畿広域圏    | 毎日放送      | 2010年6月27日              | 日曜 3:28 - 4:03（土曜深夜）                              | TBS系列          | アニメシャワー第4部 |
| 千葉県        | チバテレビ    | 2010年6月27日              | 日曜 23:30 - 翌 0:00                                      | 独立UHF局        |                     |
| 埼玉県        | テレビ埼玉    | 2010年6月28日              | 月曜 1:00 - 1:30（日曜深夜）                              | 独立UHF局        |                     |
| 兵庫県        | サンテレビ    | 2010年6月29日              | 火曜 0:00 - 0:30（月曜深夜）                              | 独立UHF局        |                     |
| 京都府        | KBS京都       | 2010年6月29日              | 火曜 1:00 - 1:30（月曜深夜）                              | 独立UHF局        |                     |
| 愛知県        | テレビ愛知    | 2010年6月30日              | 水曜 1:28 - 1:58（火曜深夜）                              | テレビ東京系列   |                     |
| 東京都        | TOKYO MX      | 2010年6月30日              | 水曜 2:00 - 2:30（火曜深夜）                              | 独立UHF局        |                     |
| 本放送        |               |                            |                                                           |                  |                     |
| 日本全域      | WOWOW         | 2012年2月11日              | 土曜 0:00 - 3:30（金曜深夜）                              | BSデジタル放送   | リピート放送あり    |
| 日本全域      | AT-X          | 2013年9月8日 2013年9月15日 | 日曜 22:45 - 23:30（#25） 日曜 21:00 - 23:30（#26 - #29） | アニメ専門CS放送 | リピート放送あり    |

## ゲーム
CTWがゲームプラットフォームのG123にて、HTML5のブラウザゲーム『BLACK LAGOON Heaven's Shot』を2023年12月7日にサービス開始した。ジャンルはRPG。基本無料（ゲーム内アイテム課金制）。

## パチンコ・パチスロ
パチンコ
- CRブラックラグーン（2011年、タイヨーエレック）
- CRブラックラグーン2（2014年、タイヨーエレック）
- Pブラックラグーン3（2019年、サミー）
- Pブラックラグーン4（2023年、サミー）

パチスロ
- ブラックラグーン（2012年、スパイキー）
- 2012年3月15日にドラスより『スロッターマニアV BLACK LAGOON』（PS Vita）が発売。
- ブラックラグーン2（2015年、スパイキー）
- ブラックラグーン3（2017年、七匠）
- BLACK LAGOON ZERO bullet MAX（2022年、エフ）

## アプリ
- パチンコ・パチスロ『ブラックラグーン』は携帯電話向けにアプリ化されている。